# National Film Registry
El Registro Nacional de Cine (en inglés, National Film Registry) es una selección de películas que realiza la Junta Nacional de Conservación de Cine para que sean conservadas en la Biblioteca del Congreso de Estados Unidos. El consejo fue establecido por la Ley Nacional de Conservación del Cine de 1988, la cual fue renovada por Actas del Congreso en 1992, 1996, 2005 y nuevamente en octubre de 2008.
La ley de 1996 también creó la Fundación Nacional para la Conservación del Cine, una organización sin ánimo de lucro, que, aunque afiliada a la Junta Nacional de Conservación del Cine, recauda dinero del sector privado.

## Historia
Durante la década de 1980, varios cineastas destacados y personalidades de la industria en los Estados Unidos, como Frank Capra y Martin Scorsese, abogaron para que el Congreso promulgara un proyecto de ley de preservación de películas para evitar modificaciones comerciales (como el Pan and scan y ediciones para TV) de películas clásicas que percibían como negativas. En respuesta a la controversia sobre la colorización de películas filmadas originalmente en blanco y negro en la década específicamente, los representantes Robert J. Mrazek y Sidney R. Yates presentaron la Ley Nacional de Preservación de Películas de 1988, que estableció el National Film Registry, su propósito y criterios para seleccionar películas para su conservación.

## Criterios
El Registro Nacional de Cine selecciona anualmente 25 películas "cultural, histórica o estéticamente significativas" para que sean preservadas. Las selecciones anuales muestran la diversidad del patrimonio cinematográfico estadounidense para aumentar la conciencia de la necesidad de su preservación. Para ser elegible para el registro, la película debe tener al menos diez años de antigüedad. Para la primera selección de películas en 1989, el público postuló casi 1000 películas a ser consideradas. Los miembros de la Junta Nacional de Conservación de Cine entonces las sometieron a votos individuales. Los votos dieron como resultado una lista de veinticinco películas que luego fueron examinadas por el bibliotecario del congreso James Billington y su equipo en la biblioteca para realizar la selección final. A partir de 1997, el público solo puede postular un máximo de cincuenta películas al año para ser consideradas por parte de la junta y el bibliotecario.

"Taken together, the ... films in the National Film Registry represent a stunning range of American filmmaking—including Hollywood features, documentaries, avant-garde and amateur productions, films of regional interest, ethnic, animated, and short film subjects—all deserving recognition, preservation and access by future generations. As we begin this new millennium, the registry stands among the finest summations of American cinema's wondrous first century."
"En conjunto, las ... películas en el Registro Nacional de Cine, representan un rango impresionante de la cinematografía estadounidense, incluyendo largometrajes de Hollywood, documentales, filmes avant-garde, producciones de aficionados, películas de interés regional, filmes étnicos, animaciones y cortometrajes, que merecen todos reconocimiento, conservación y acceso por las futuras generaciones. Al comenzar este nuevo milenio, el registro se encuentra entre las mejores sumatorias del maravilloso primer siglo del cine estadounidense."
Dr. James Hadley Billington, Bibliotecario del Congreso

El registro incluye desde clásicos de Hollywood a películas huérfanas. La película no requiere ser largometraje o haber sido expuesta comercialmente para su elección. El registro contiene película de actualidades, cine mudo, cine experimental, cortometrajes, películas sin derechos de autor, cine serial, películas caseras, documentales, cine independiente y películas para televisión. Hasta la lista de 2024, hay 900 películas conservadas en el registro.
La película más antigua de la lista es Atleta de Newark (1891) y las más recientes son 12 Years a Slave y 20 Feet From Stardom, estrenadas en 2013. 1939 es el año del cual se seleccionaron más películas, en un total de diecisiete películas para su conservación. El tiempo entre el estreno de una película  y su selección es muy variable. Los períodos más prolongado y más corto varían todos los años, según los filmes seleccionados.
En el 2009 fue incluido el primer y único vídeo musical en la historia del registro. Thriller de Michael Jackson fue escogido por haber revolucionado la forma de hacer vídeos y por su impacto en la cultura popular.

## Películas preservadas

Fred Ott's Sneeze es una de las primeras películas estadounidenses. Thomas Edison hizo esta película de 5 segundos.

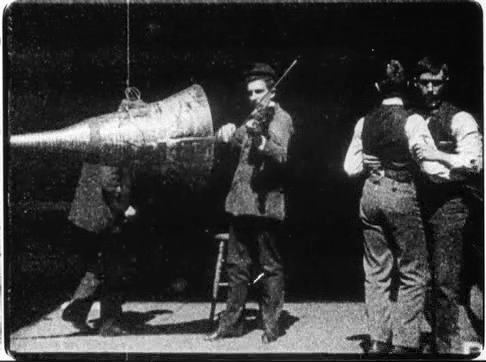
Dickson Experimental Sound Film, la primera película conocida con sonido grabado en vivo.

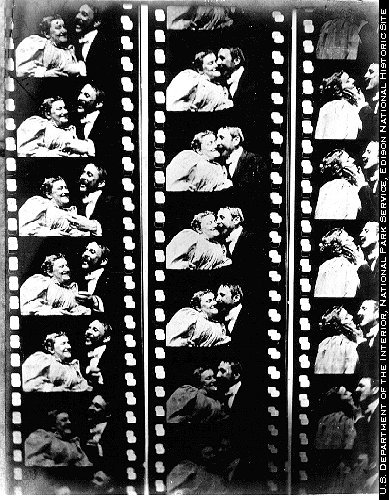
Con 47 segundos de duración, El beso fue una de las primeras películas en ser mostradas comercialmente al público.

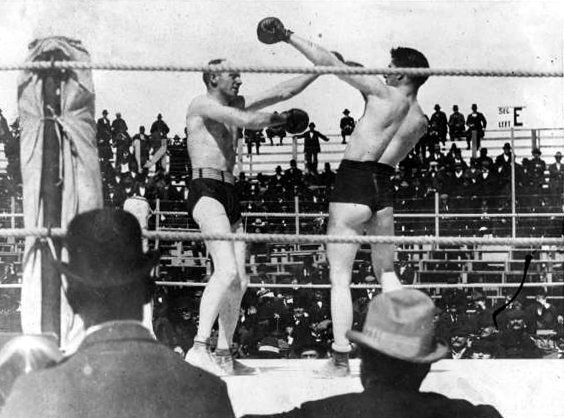
The Corbett-Fitzsimmons Fight fue el primer largometraje (durando originalmente casi 100 minutos) así como el primer éxito financiero auténtico de una película (recaudando entre $100,000-$750,000), generando tempranas discusiones a gran escala sobre el medio.

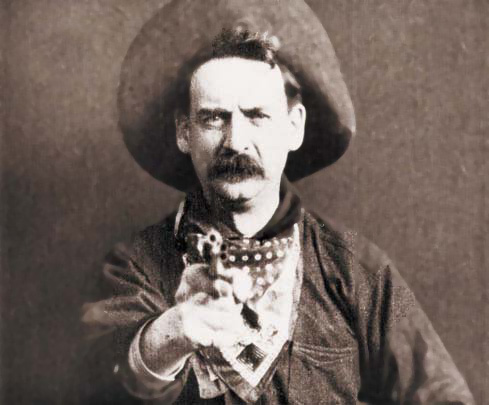
Asalto y robo de un tren utilizó una variedad de técnicas de edición que se popularizaron al momento de su estreno.

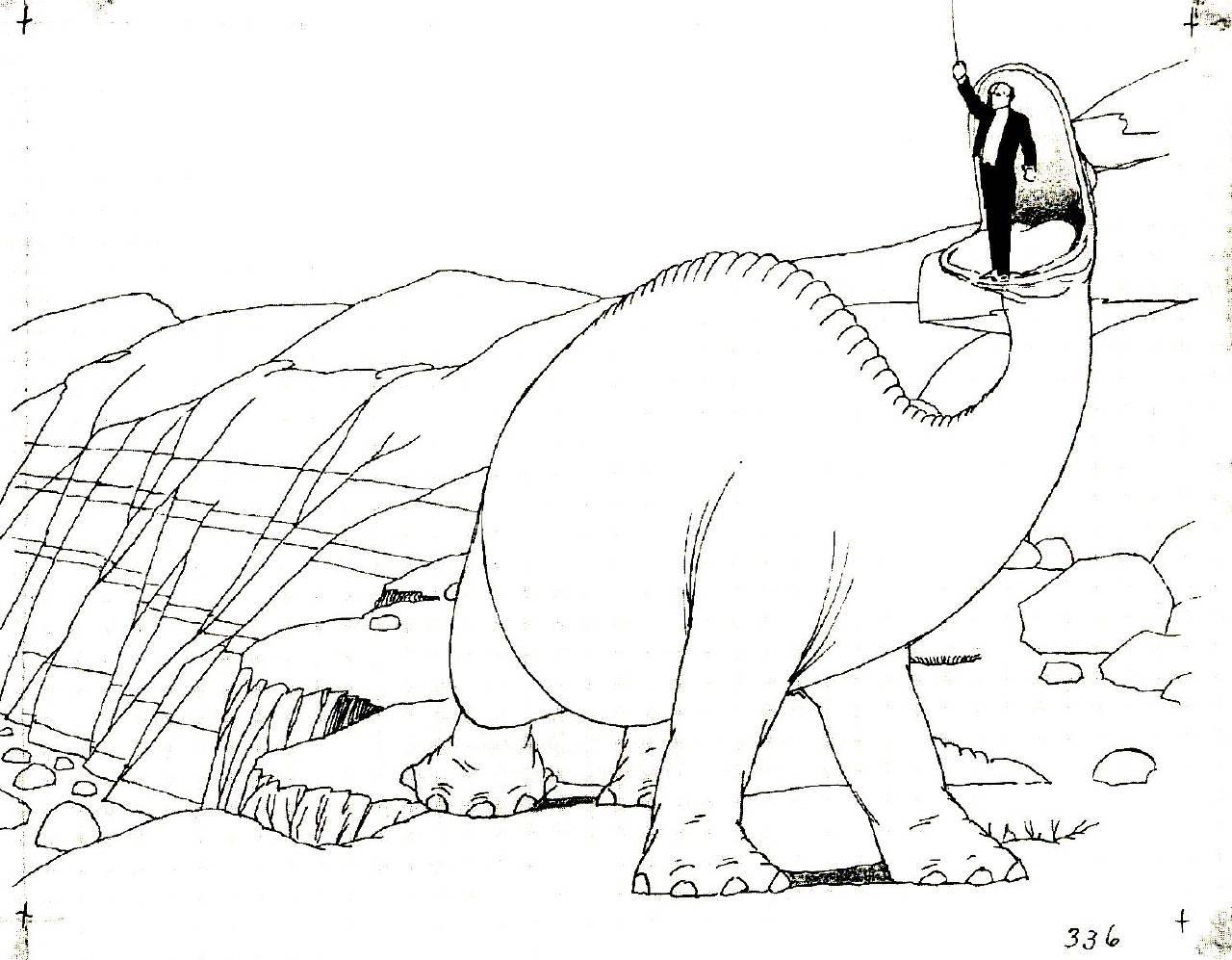
Aunque no fue la primera película de animación, Gertie the Dinosaur se convirtió en el primer personaje popular de dibujos animados.

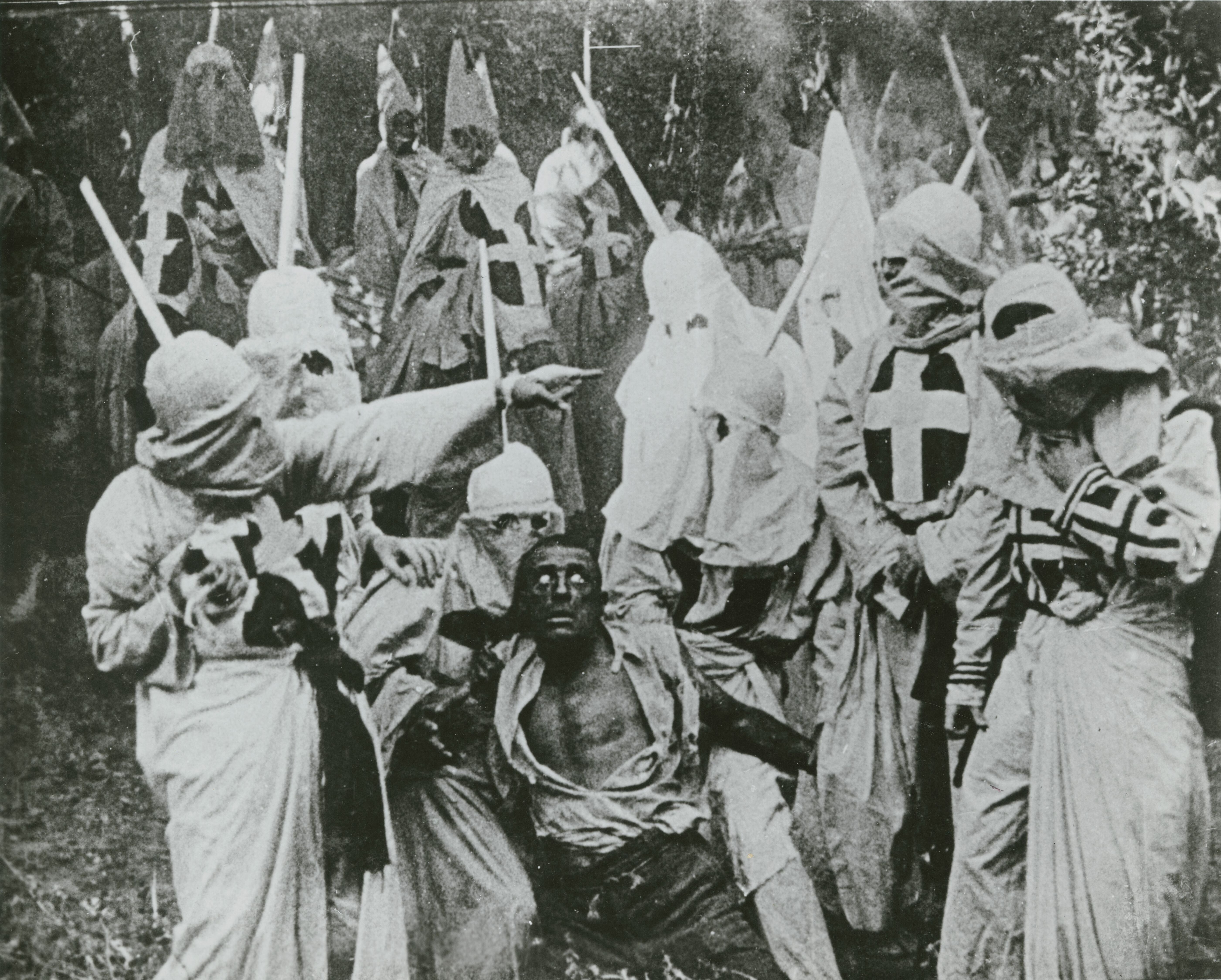
El nacimiento de una nación desarrolló efectos especiales y técnicas de cámara innovadoras y se convirtió en el primer largometraje de Hollywood.

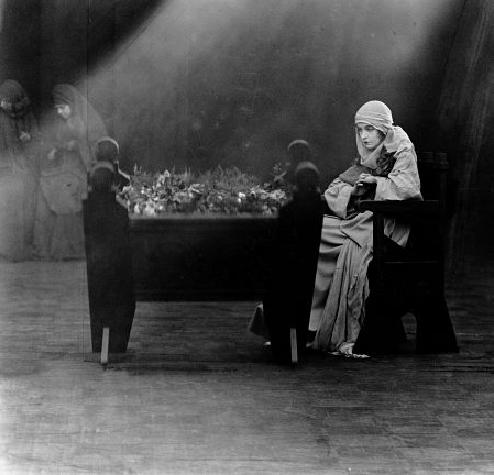
La influyente Intolerancia fue hecha por D. W. Griffith en parte como respuesta a la controversia sobre el racismo en El nacimiento de una nación.

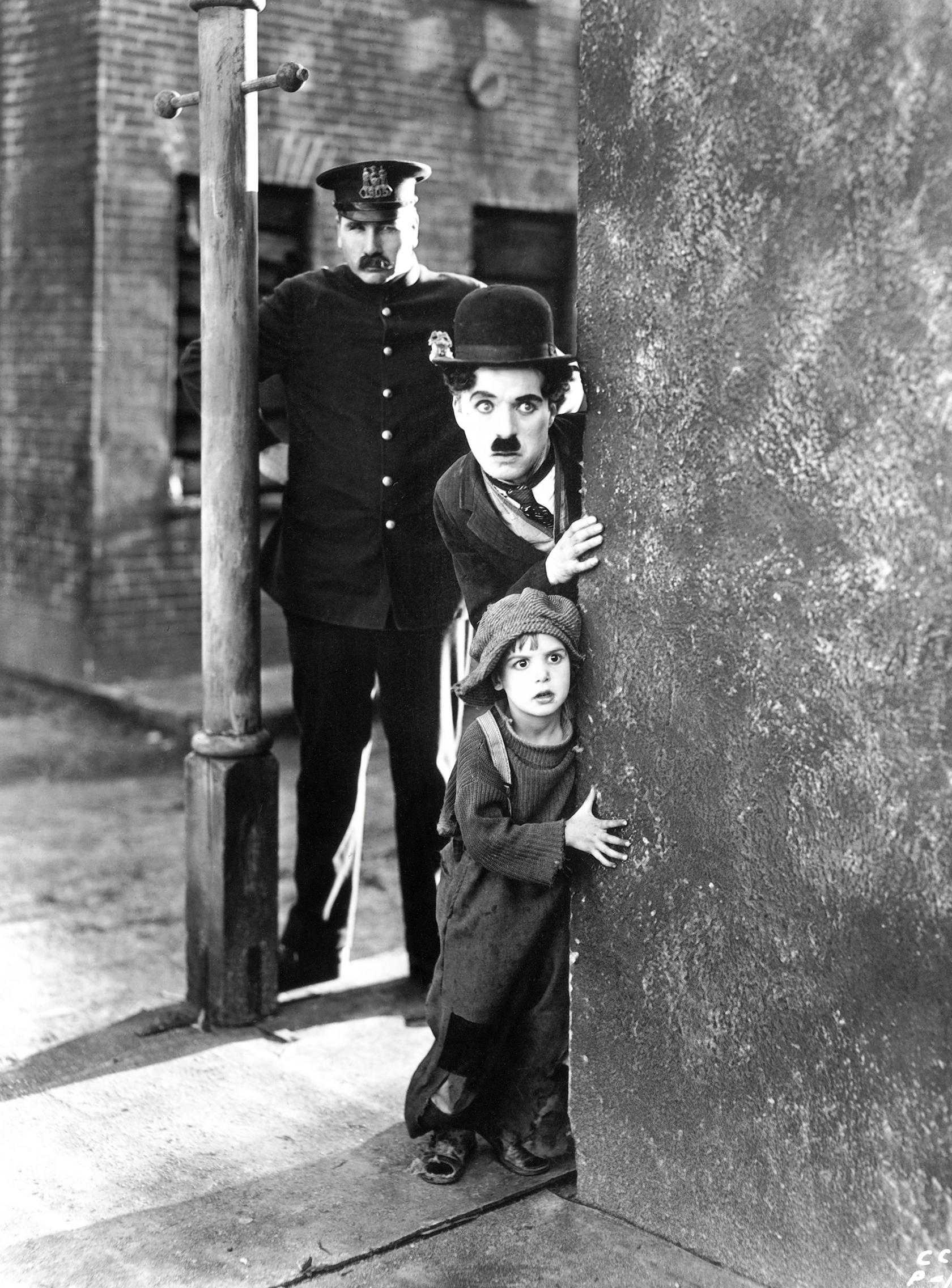
The Kid, de Charles Chaplin, no solo se convirtió en la primera película de comedia exitosa, sino que también demostró la compatibilidad entre los elementos dramáticos y cómicos, consolidando la reputación de Chaplin.

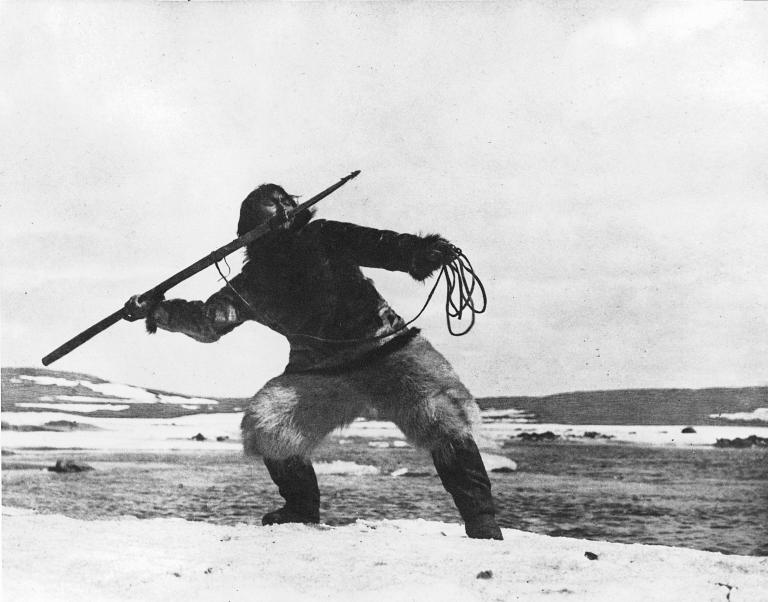
Nanuk, el esquimal revolucionó el cine documental con su producción a gran escala, aunque continúa recibiendo controversia por haber organizado varios de los eventos que se muestran en ella.

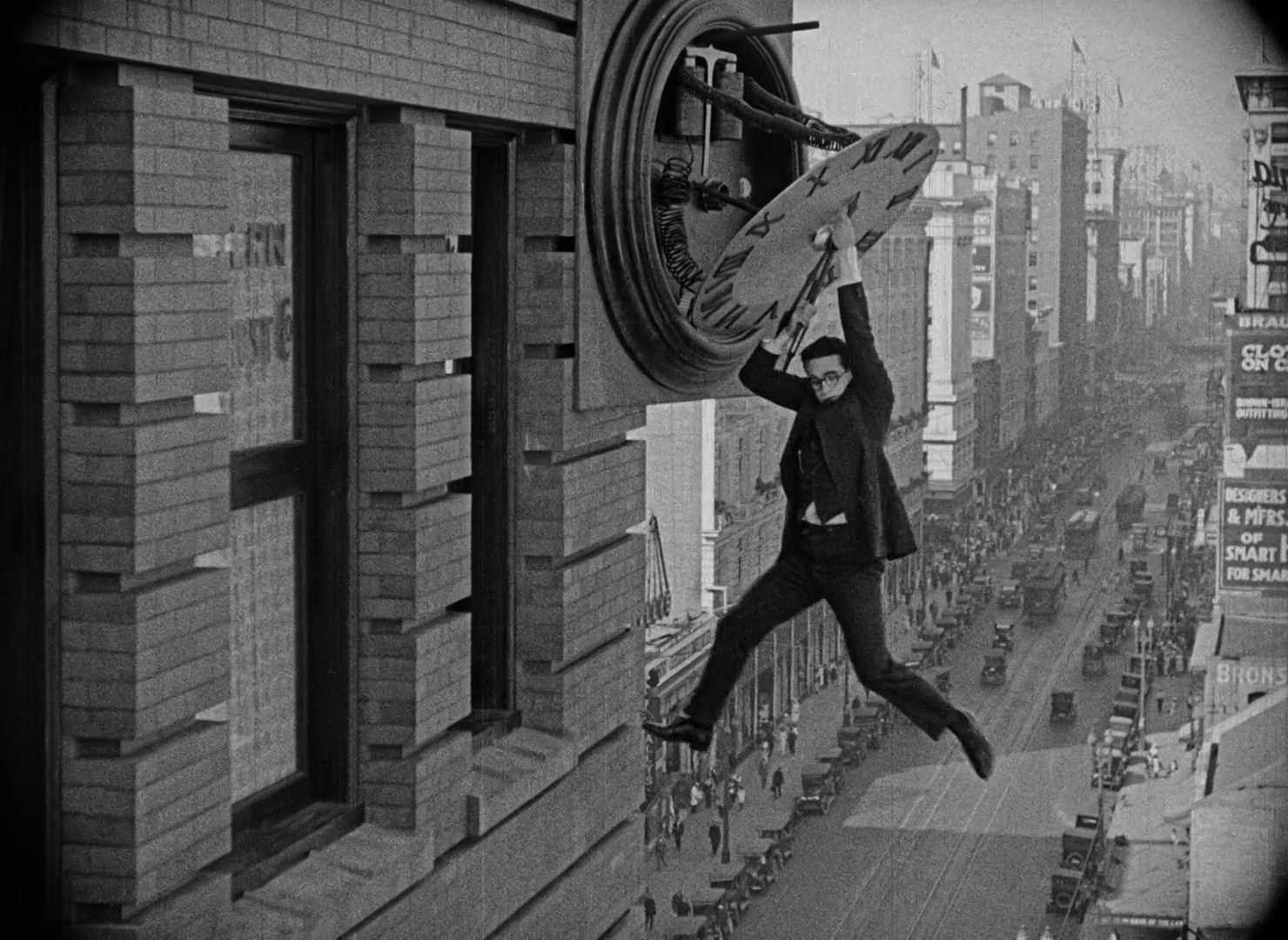
La icónica escena que muestra a Harold Lloyd colgando de un reloj en El hombre mosca ha sido referenciada por numerosos medios, con una cantidad de películas que incluyen eventos similares en sus tramas.

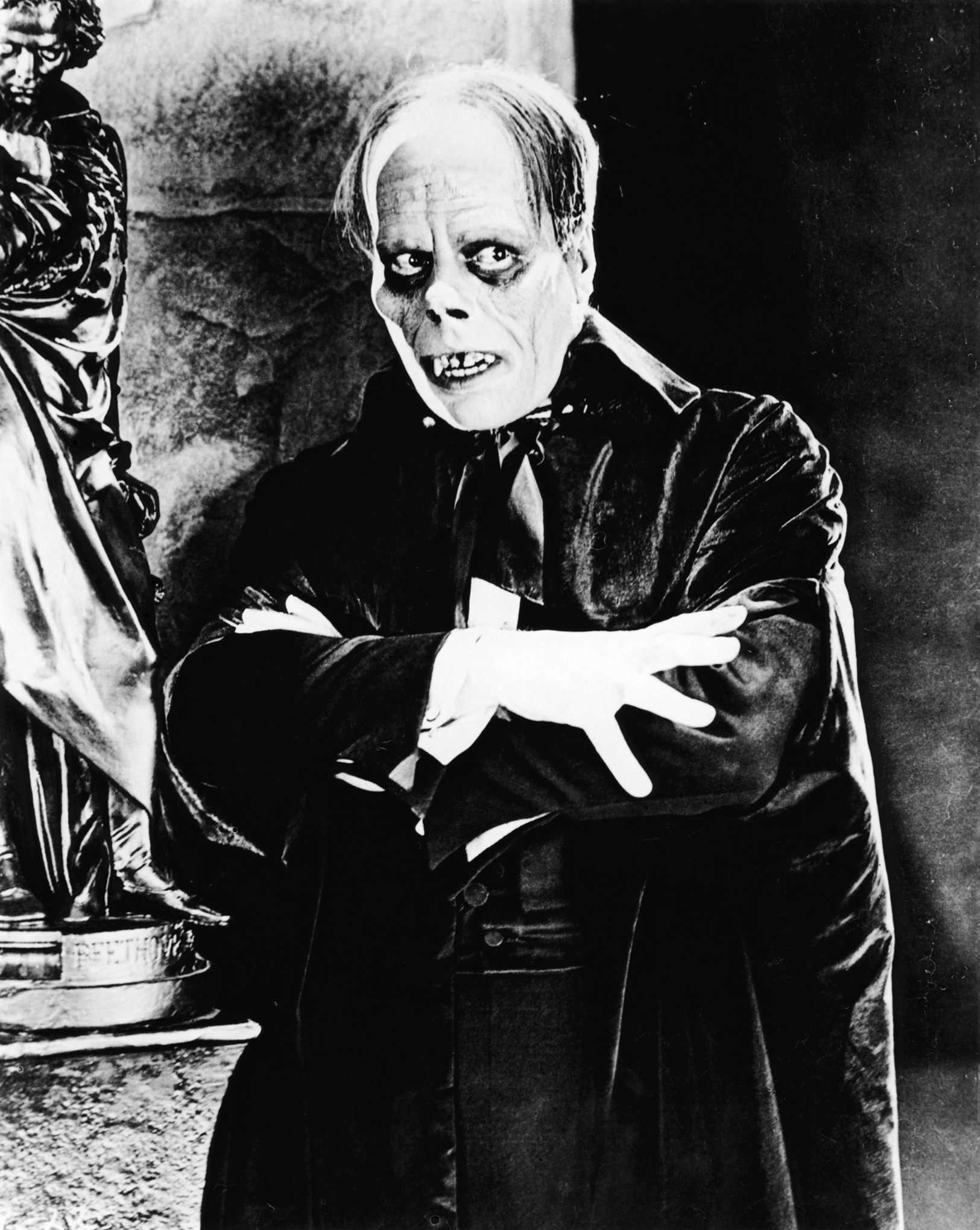
El fantasma de la ópera contó con un extenso maquillaje para su personaje principal.

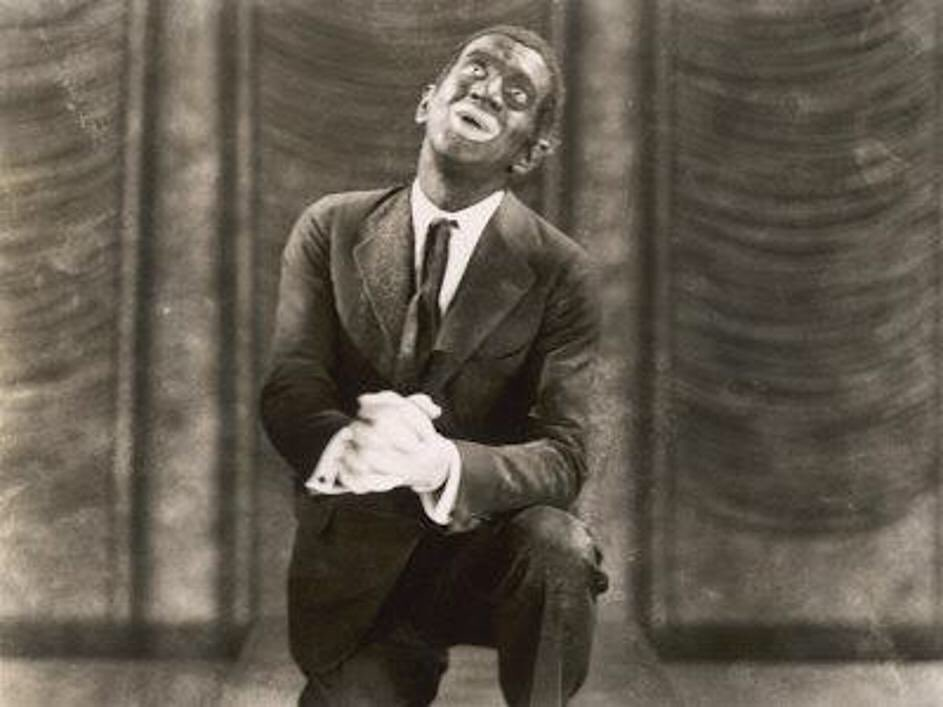
Al Jolson en The Jazz Singer, el primer largometraje en incluir escenas con sonido totalmente sincronizado.

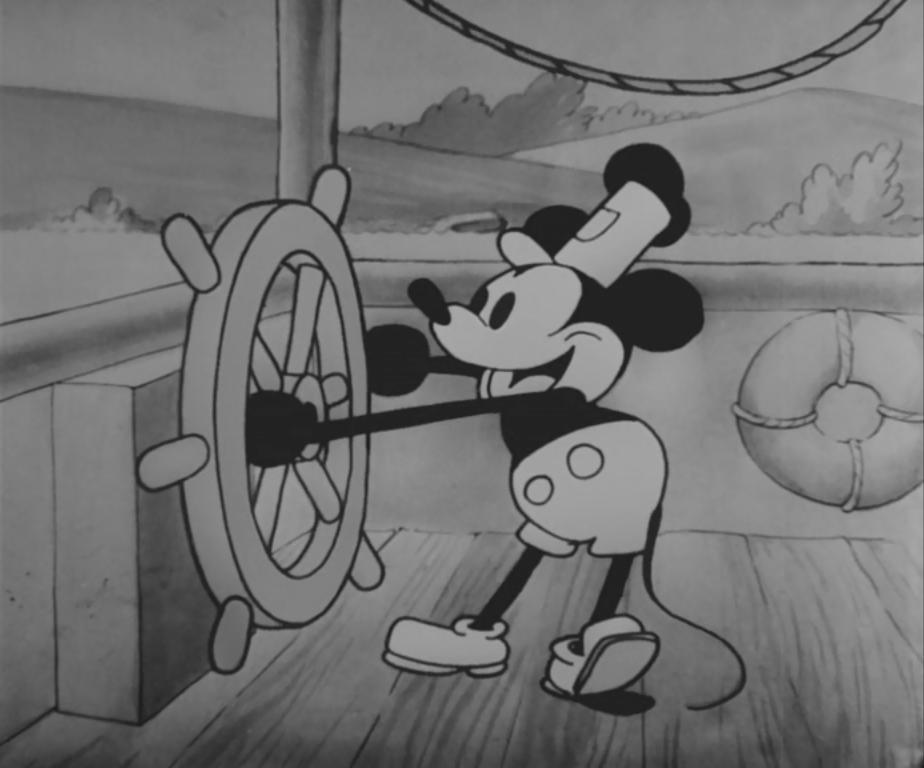
El cortometraje animado Steamboat Willie marca la primera aparición de Mickey Mouse en pantalla.

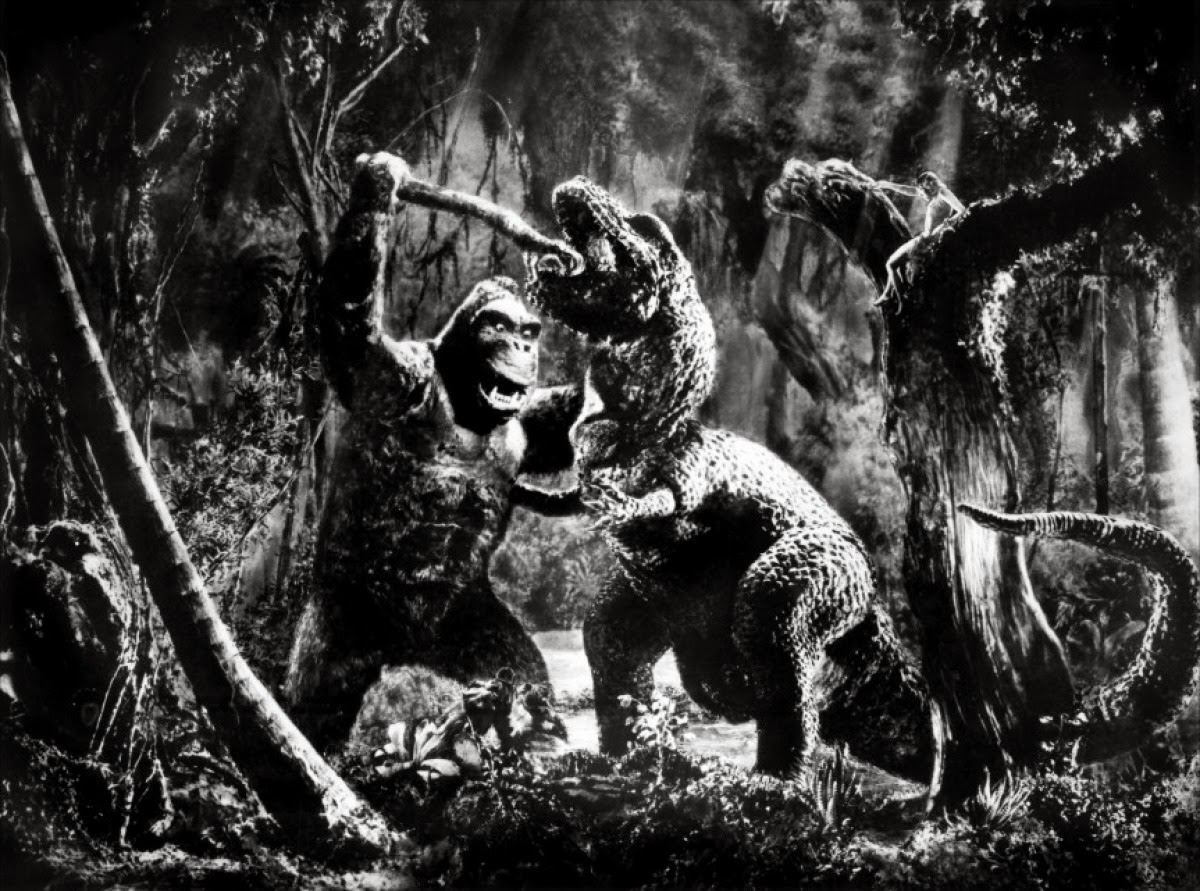
Los efectos especiales y la partitura musical de King Kong la han convertido en una de las películas más influyentes de todos los tiempos.

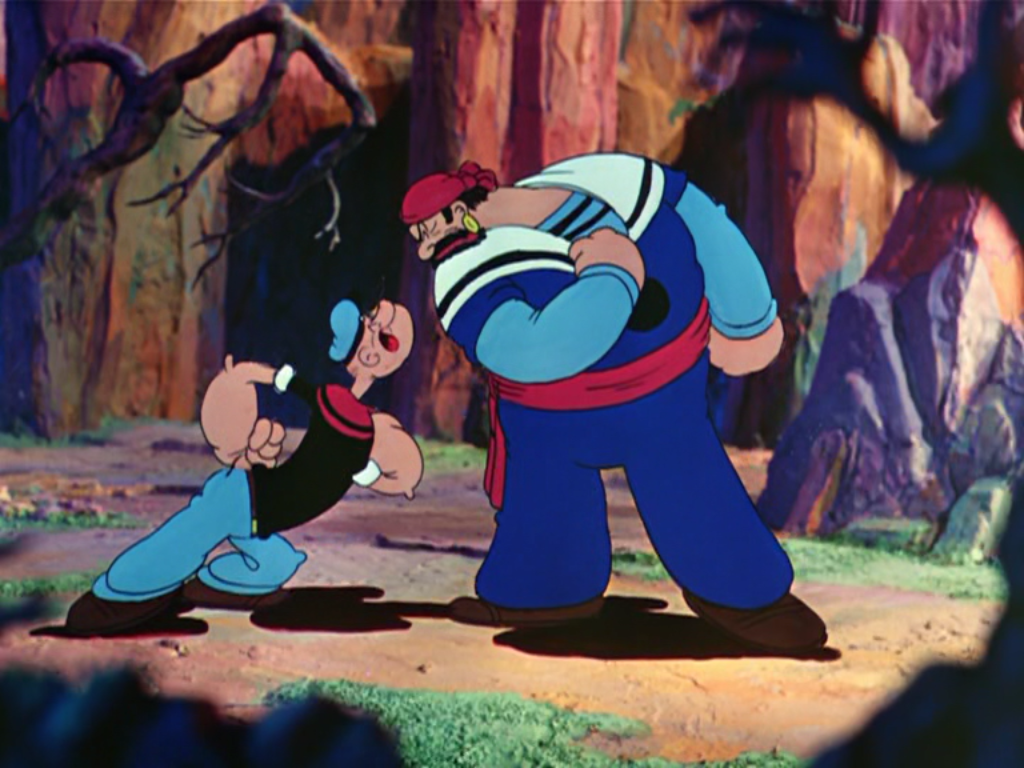
Con 16 minutos de duración, Popeye the Sailor Meets Sindbad the Sailor fue la primera película animada producida en los Estados Unidos con una duración superior al estándar de 7-8 minutos, precediendo a Blancanieves por un año.

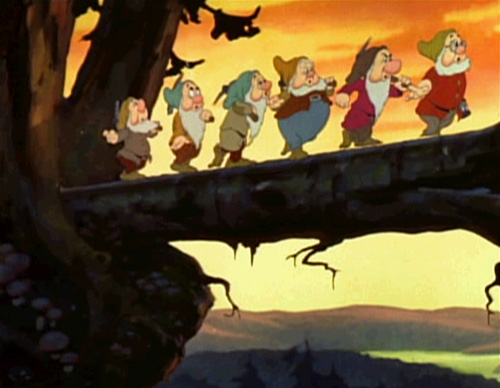
La famosa secuencia del "Heigh-Ho" de Blancanieves y los siete enanitos, el primer largometraje de animación estadounidense, creado por Walt Disney, y mostrando a los siete enanitos.

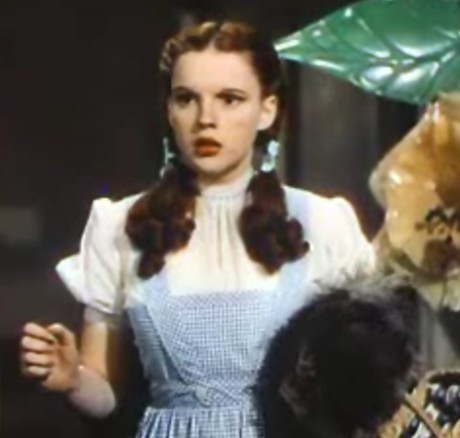
A pesar de no ser la primera película en color, El mago de Oz sorprendió al público cuando Judy Garland hizo la transición del blanco y negro al color.

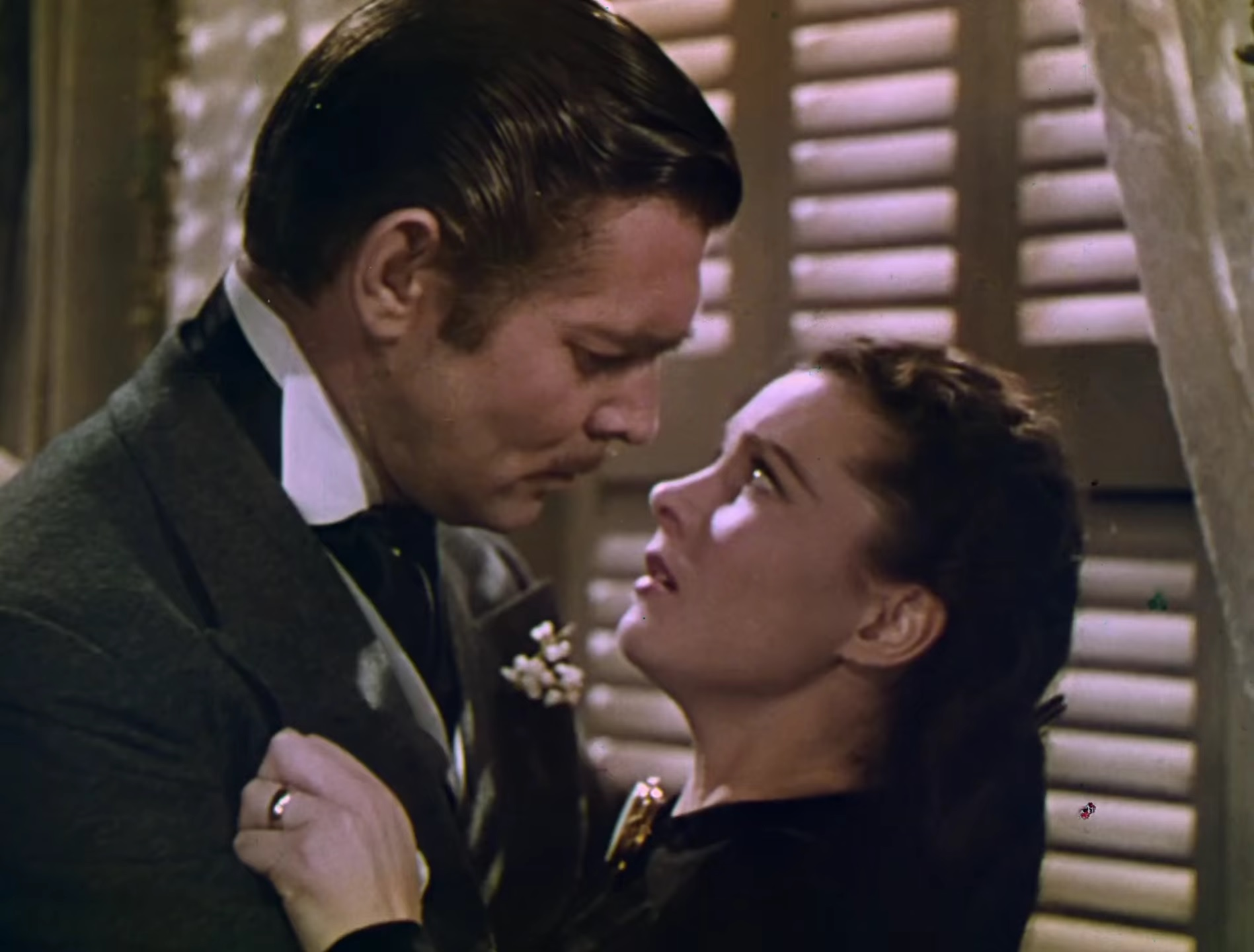
Ajustada a la inflación, Lo que el viento se llevó es la película más taquillera en la historia del cine.

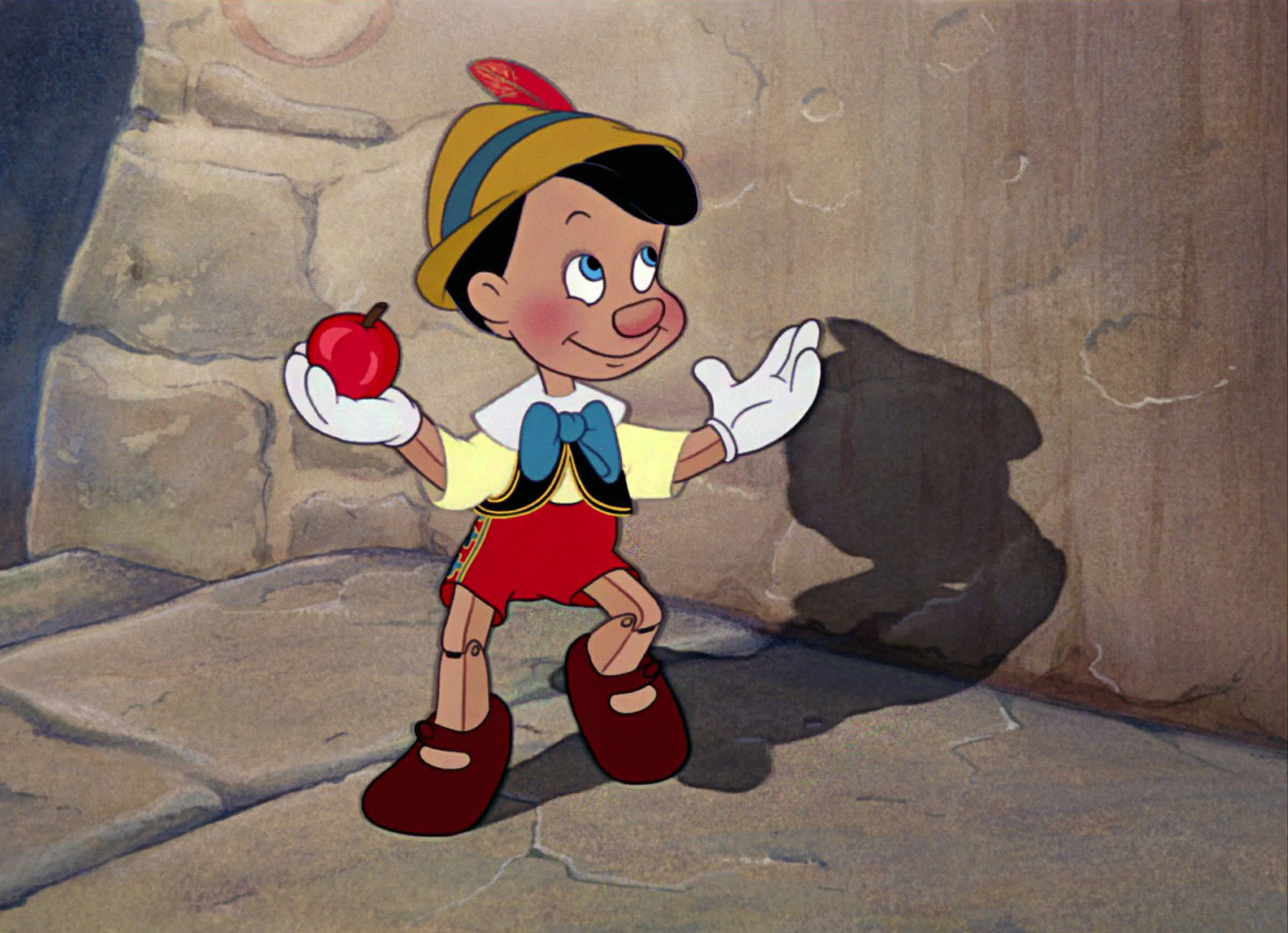
Pese a las iniciales luchas en la taquilla, Pinocho logró ser aclamada por sus méritos técnicos.

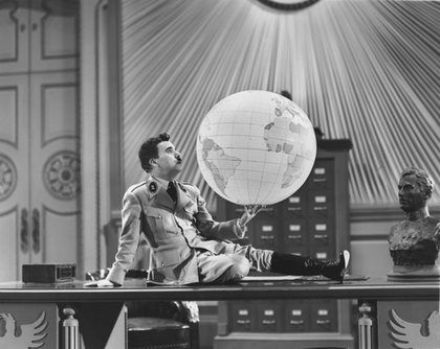
El gran dictador fue la primera película sonora de Chaplin después de su época de películas mudas.

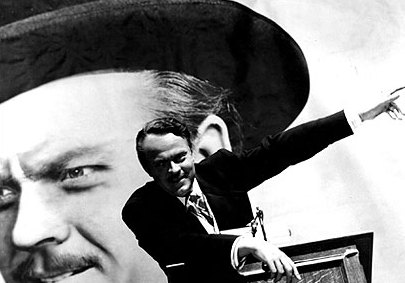
Ciudadano Kane es considerada por muchos críticos y estudiantes de cine (incluyendo el American Film Institute) como la mejor película de todos los tiempos.

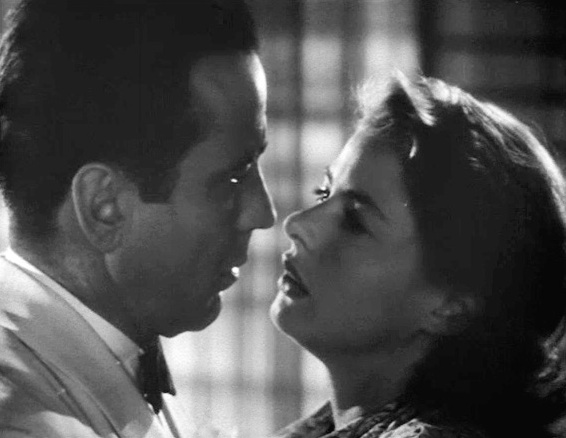
Casablanca tiene seis líneas de diálogo en la lista AFI's 100 años... 100 frases, más que cualquier otra película.

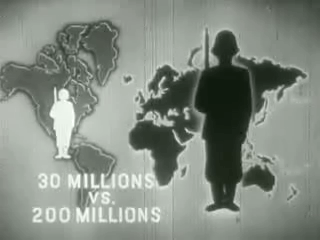
Why We Fight fue una serie de películas de propaganda dirigidas por Frank Capra que explicaba a los soldados por qué Estados Unidos estuvo involucrado en la Segunda Guerra Mundial.

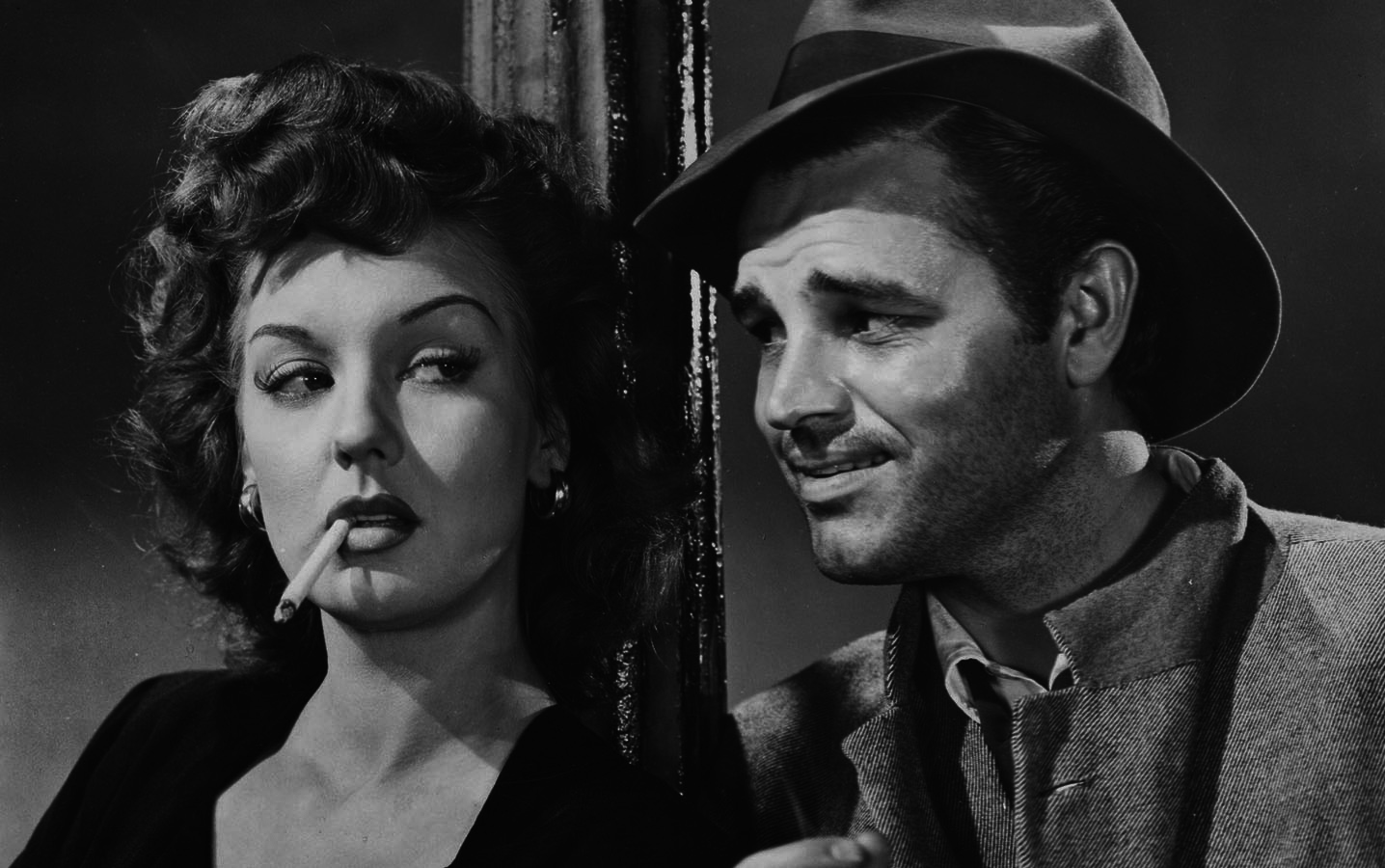
Ann Savage y Tom Neal en la legendaria película de serie B Detour, que sigue siendo una favorita de culto entre los críticos.

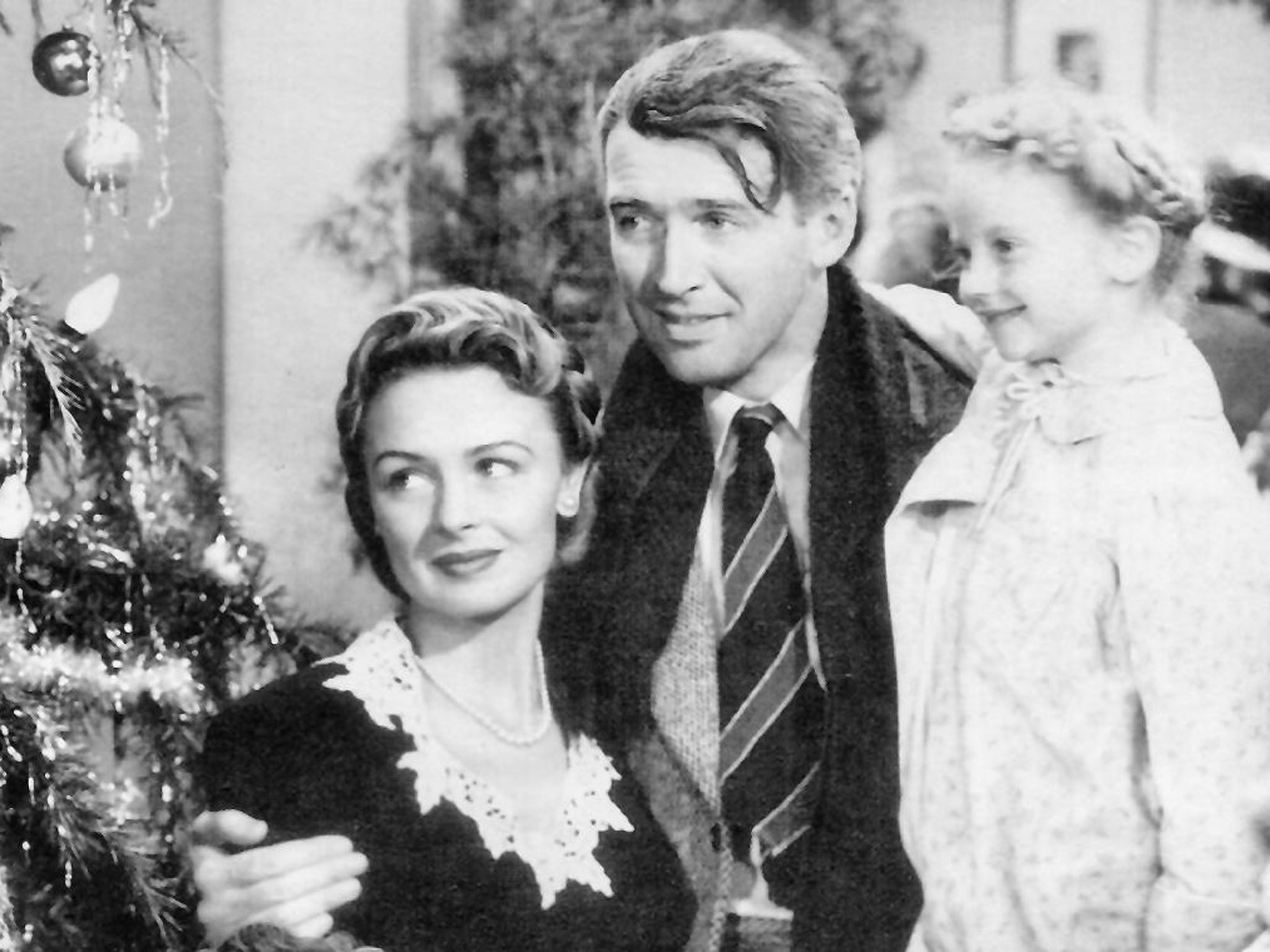
Qué bello es vivir decepcionó tanto a los críticos como al público en los cines, pero sus frecuentes transmisiones por televisión la transformaron en una de las películas más queridas y ampliamente referenciadas de todos los tiempos.

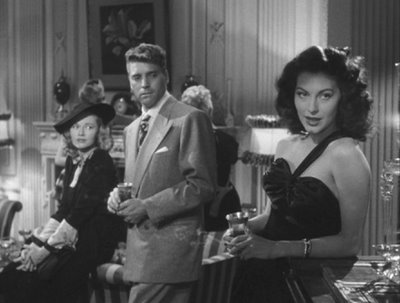
The Killers, basada en el relato corto de Ernest Hemingway, es uno de los grandes ejemplos clásicos del cine negro.

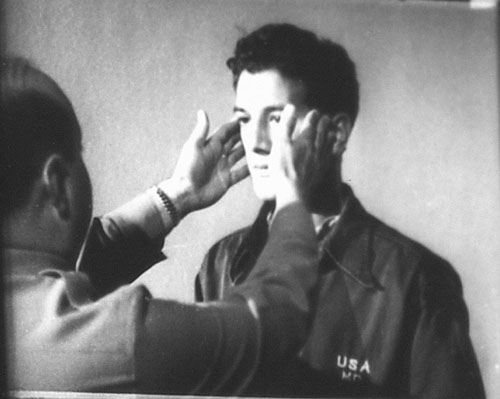
Let There Be Light es un polémico documental que fue bloqueado de distribución pública durante 35 años.

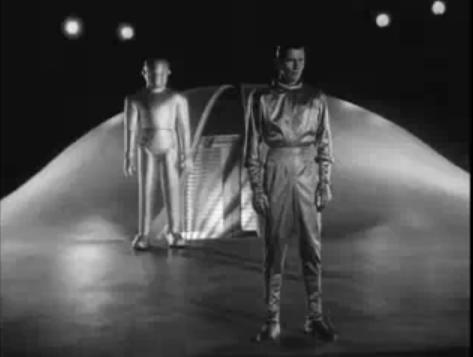
The Day the Earth Stood Still es un ejemplo de las películas de ciencia ficción de los años 50.

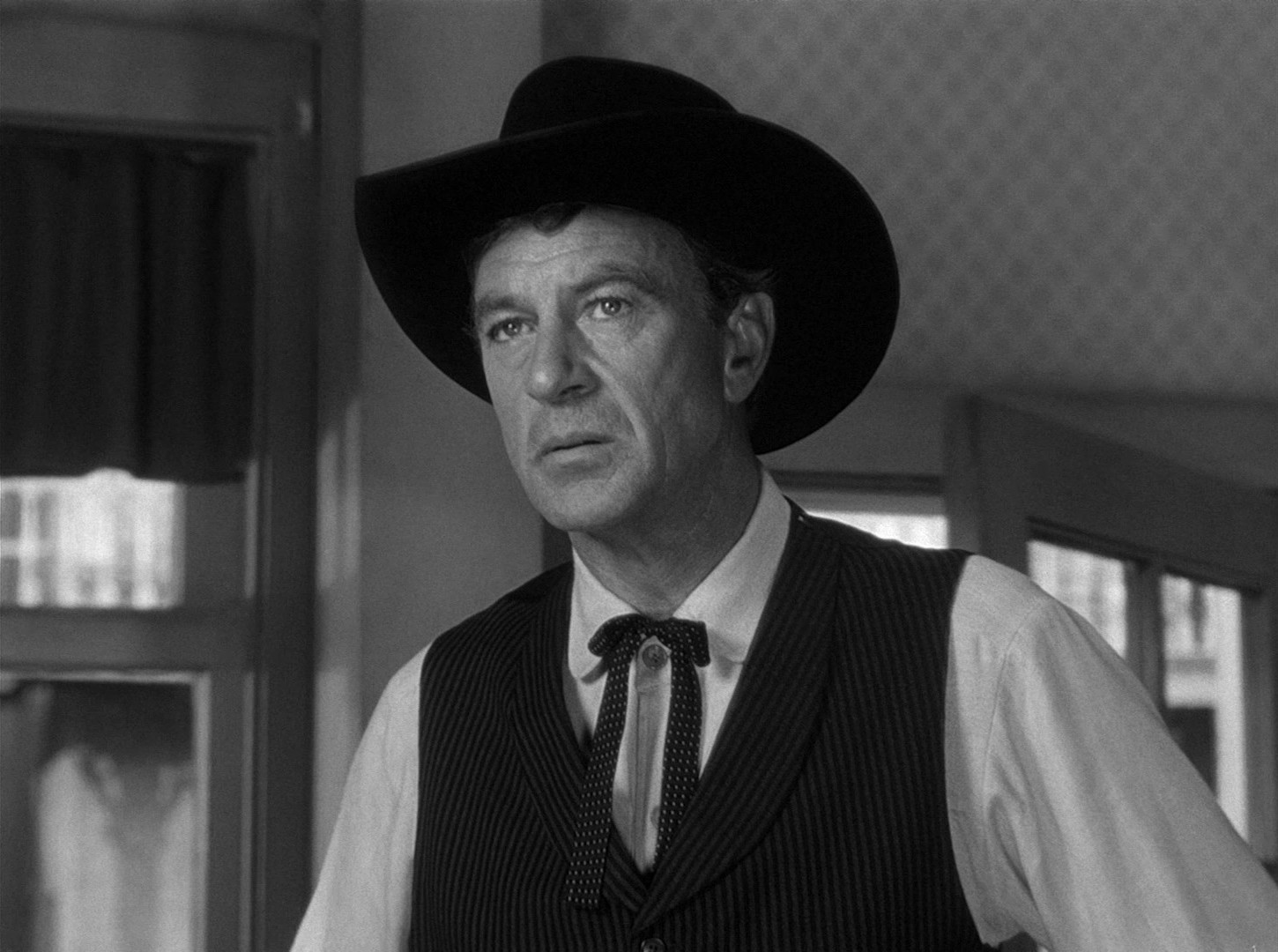
Gary Cooper en la controversial High Noon, de la que se decía que era una alegoría del Macartismo.

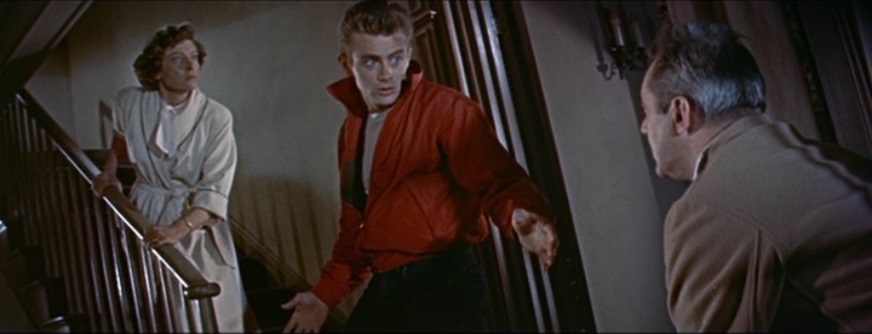
Rebelde sin causa se estrenó en cines menos de un mes después de que el actor principal, James Dean, muriera en un accidente de automóvil.

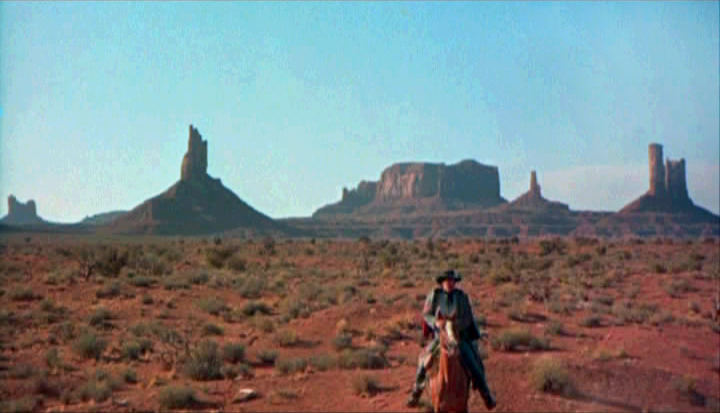
Citado frecuentemente como uno de los más grandes wésterns de todos los tiempos, The Searchers tuvo influencia en directores como Martin Scorsese, Steven Spielberg y David Lean.

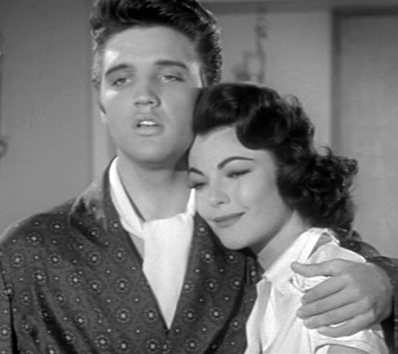
Elvis Presley se negó a ver la versión final de El rock de la cárcel después de que Judy Tyler muriera en un accidente vehicular unas semanas antes del estreno de la película.

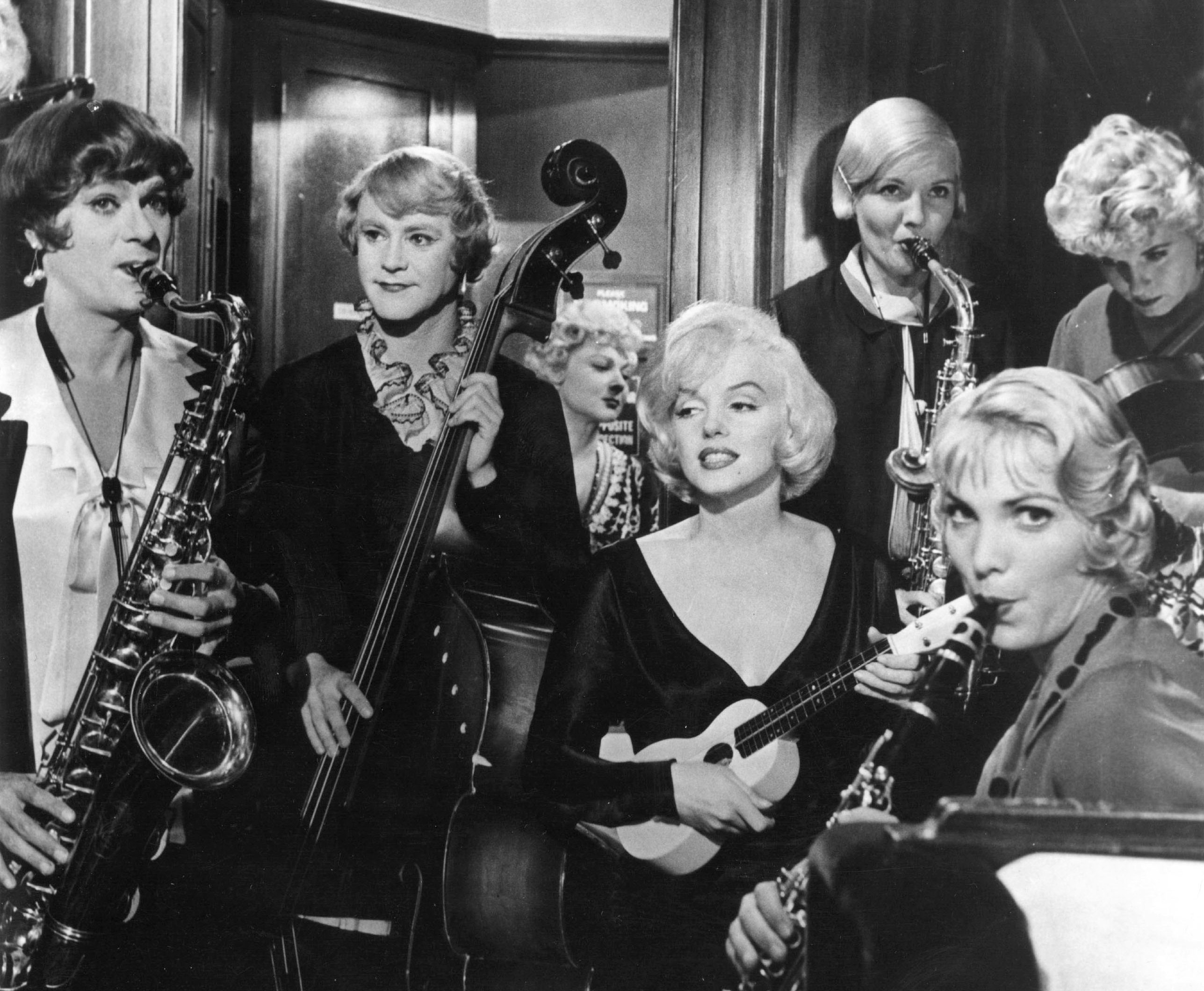
Según la lista AFI's 100 años... 100 sonrisas, Some Like It Hot es la mejor comedia estadounidense.

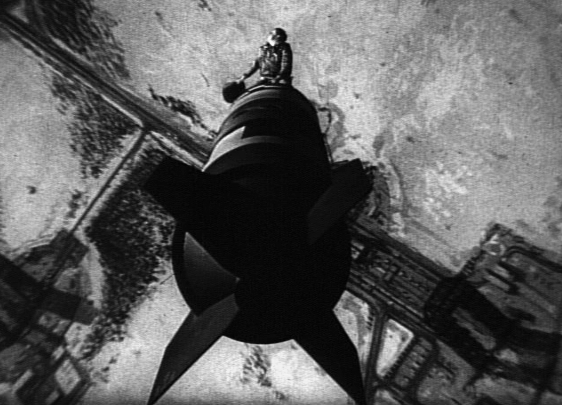
Slim Pickens en la sátira oscura sobre la Guerra Fría Dr. Strangelove, una de las muchas obras maestras aclamadas del cineasta Stanley Kubrick.

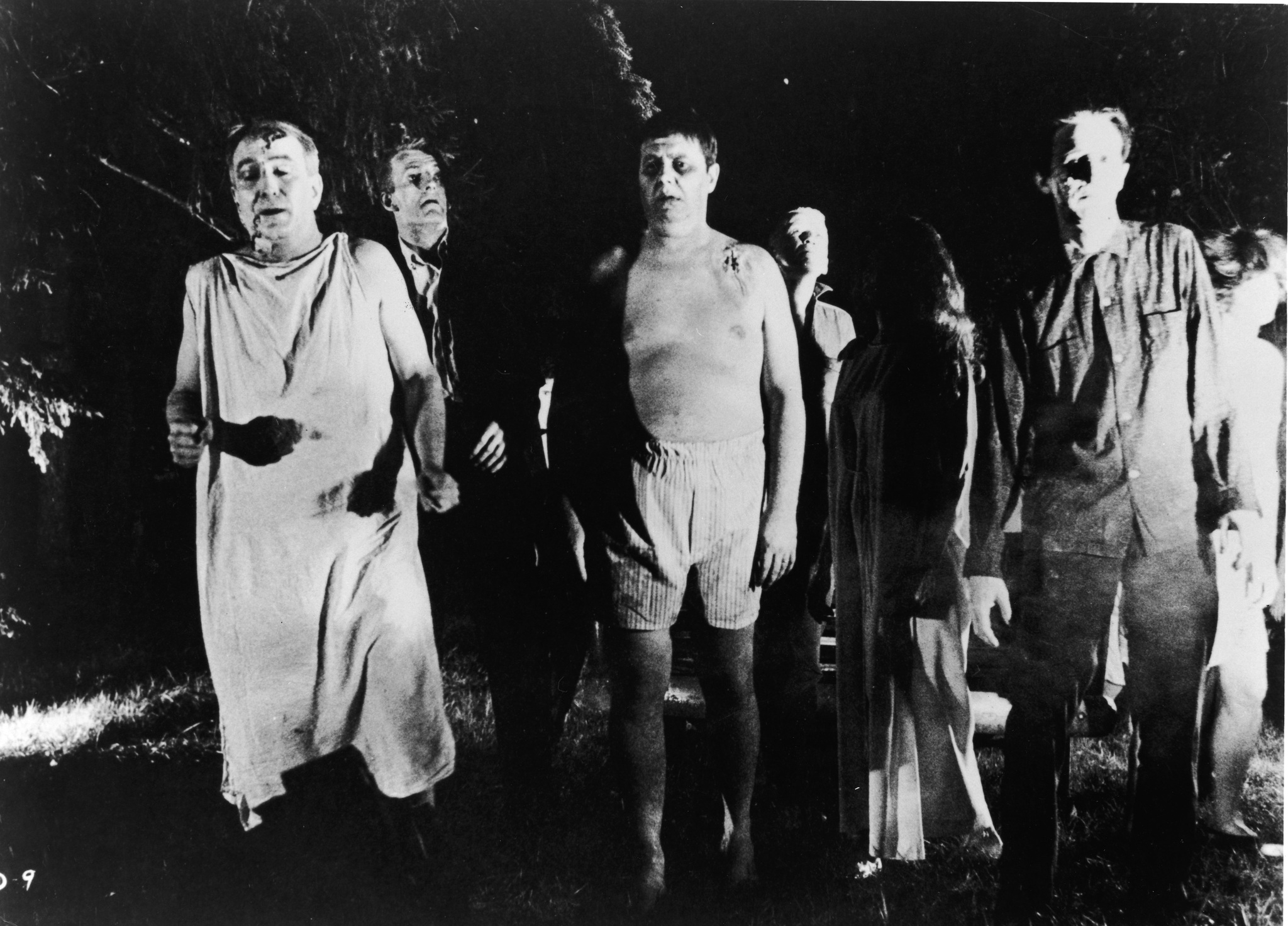
La noche de los muertos vivientes fue la primera película que presentó la interpretación moderna de los zombis.

| Nombre de la película                                                                    | Tipo de película                                | Año de estreno | Año de conservación | Ref.          |
| ---------------------------------------------------------------------------------------- | ----------------------------------------------- | -------------- | ------------------- | ------------- |
| 12 Angry Men                                                                             | Narrativa                                       | 1957           | 2007                | [ 21 ]        |
| 12 Years a Slave                                                                         | Narrativa                                       | 2013           | 2023                | [ 12 ]        |
| 13 Lakes                                                                                 | Documental                                      | 2004           | 2014                | [ 22 ]        |
| 20 Feet from Stardom                                                                     | Documental                                      | 2013           | 2023                | [ 12 ]        |
| 20.000 leguas de viaje submarino                                                         | Narrativa                                       | 1916           | 2016                | [ 23 ]        |
| 2001: A Space Odyssey                                                                    | Narrativa                                       | 1968           | 1991                | [ 24 ]        |
| 3:10 to Yuma                                                                             | Narrativa                                       | 1957           | 2012                | [ 25 ]        |
| 4 Little Girls                                                                           | Documental                                      | 1997           | 2017                | [ 26 ]        |
| La calle 42                                                                              | Narrativa                                       | 1933           | 1998                | [ 27 ]        |
| Simbad y la princesa                                                                     | Narrativa                                       | 1958           | 2008                | [ 28 ]        |
| Abbott and Costello Meet Frankenstein                                                    | Narrativa                                       | 1948           | 2001                | [ 29 ]        |
| El gran carnaval                                                                         | Narrativa                                       | 1951           | 2017                | [ 26 ]        |
| La costilla de Adán                                                                      | Narrativa                                       | 1949           | 1992                | [ 30 ]        |
| Las aventuras de Robin Hood                                                              | Narrativa                                       | 1938           | 1995                | [ 31 ]        |
| The African Queen                                                                        | Narrativa                                       | 1951           | 1994                | [ 32 ]        |
| Airplane!                                                                                | Narrativa                                       | 1980           | 2010                | [ 33 ]        |
| Alambrista!                                                                              | Narrativa                                       | 1977           | 2023                | [ 12 ]        |
| Alien                                                                                    | Narrativa                                       | 1979           | 2002                | [ 34 ]        |
| All About Eve                                                                            | Narrativa                                       | 1950           | 1990                | [ 35 ]        |
| All My Babies                                                                            | Documental                                      | 1953           | 2002                | [ 34 ]        |
| Sin novedad en el frente                                                                 | Narrativa                                       | 1930           | 1990                | [ 35 ]        |
| Solo el cielo lo sabe                                                                    | Narrativa                                       | 1955           | 1995                | [ 31 ]        |
| All That Jazz                                                                            | Narrativa                                       | 1979           | 2001                | [ 29 ]        |
| Todos los hombres del rey                                                                | Narrativa                                       | 1949           | 2001                | [ 29 ]        |
| Todos los hombres del presidente                                                         | Narrativa                                       | 1976           | 2010                | [ 33 ]        |
| Allures                                                                                  | Experimental                                    | 1961           | 2011                | [ 36 ]        |
| Amadeus                                                                                  | Narrativa                                       | 1984           | 2019                | [ 37 ]        |
| América, América                                                                         | Narrativa                                       | 1963           | 2001                | [ 29 ]        |
| American Graffiti                                                                        | Narrativa                                       | 1973           | 1995                | [ 31 ]        |
| Un americano en París                                                                    | Narrativa                                       | 1951           | 1993                | [ 38 ]        |
| American Me                                                                              | Narrativa                                       | 1992           | 2024                | [ 10 ]        |
| Anatomía de un asesinato                                                                 | Narrativa                                       | 1959           | 2012                | [ 25 ]        |
| Ángeles con caras sucias                                                                 | Narrativa                                       | 1938           | 2024                | [ 10 ]        |
| Annabelle Serpentine Dance                                                               | Cortometraje                                    | 1895           | 2024                | [ 10 ]        |
| Annie Hall                                                                               | Narrativa                                       | 1977           | 2011                | [ 30 ]        |
| Antonia: A Portrait of the Woman                                                         | Documental                                      | 1974           | 2003                | [ 39 ]        |
| The Apartment                                                                            | Narrativa                                       | 1960           | 1994                | [ 32 ]        |
| Apocalypse Now                                                                           | Narrativa                                       | 1979           | 2000                | [ 40 ]        |
| Appalachian Spring (uno de los cuatro cortos de danza de Martha Graham añadidos en 2013) | Corto                                           | 1944           | 2013                | [ 41 ] [ 42 ] |
| Apolo 13                                                                                 | Narrativa                                       | 1995           | 2023                | [ 12 ]        |
| Applause                                                                                 | Experimental                                    | 1961           | 2011                | [ 43 ]        |
| The Asphalt Jungle                                                                       | Experimental                                    | 1961           | 2011                | [ 28 ]        |
| Atlantic City                                                                            | Narrativa                                       | 1980           | 2003                | [ 39 ]        |
| The Atomic Cafe                                                                          | Documental                                      | 1982           | 2006                | [ 23 ]        |
| Attica                                                                                   | Documental                                      | 1974           | 2022                | [ 44 ]        |
| The Augustas                                                                             | Vídeo casero/documental                         | 1930s–1950s    | 2012                | [ 25 ]        |
| The Awful Truth                                                                          | Narrativa                                       | 1937           | 1996                | [ 45 ]        |
| Baby Face                                                                                | Narrativa                                       | 1933           | 2005                | [ 46 ]        |
| Back to the Future                                                                       | Narrativa                                       | 1985           | 2007                | [ 21 ]        |
| The Bad and the Beautiful                                                                | Narrativa                                       | 1952           | 2002                | [ 34 ]        |
| Badlands                                                                                 | Narrativa                                       | 1973           | 1993                | [ 38 ]        |
| Conspiración de silencio                                                                 | Narrativa                                       | 1955           | 2018                | [ 47 ]        |
| Bola de fuego                                                                            | Narrativa                                       | 1941           | 2016                | [ 23 ]        |
| The Ballad of Gregorio Cortez                                                            | Narrativa                                       | 1982           | 2022                | [ 44 ]        |
| Bambi                                                                                    | Animada                                         | 1942           | 2011                | [ 36 ]        |
| Bamboozled                                                                               | Narrativa                                       | 2000           | 2023                | [ 12 ]        |
| The Band Wagon                                                                           | Narrativa                                       | 1953           | 1995                | [ 31 ]        |
| The Bank Dick                                                                            | Narrativa                                       | 1940           | 1992                | [ 30 ]        |
| The Bargain                                                                              | Narrativa                                       | 1914           | 2010                | [ 33 ]        |
| La batalla de San Pietro                                                                 | Documental                                      | 1945           | 1991                | [ 24 ]        |
| The Battle of the Century                                                                | Cortometraje                                    | 1927           | 2020                | [ 48 ]        |
| The Blues Brothers                                                                       | Narrativa                                       | 1980           | 2020                | [ 48 ]        |
| The Beau Brummels                                                                        | Cortometraje                                    | 1928           | 2016                | [ 23 ]        |
| La bella y la bestia                                                                     | Animada                                         | 1991           | 2002                | [ 34 ]        |
| Becky Sharp                                                                              | Narrativa                                       | 1935           | 2019                | [ 37 ]        |
| Before Stonewall                                                                         | Documental                                      | 1984           | 2019                | [ 37 ]        |
| Behind Every Good Man                                                                    | Cortometraje documental                         | 1967           | 2022                | [ 44 ]        |
| Being There                                                                              | Narrativa                                       | 1979           | 2015                | [ 49 ]        |
| Ben-Hur                                                                                  | Narrativa                                       | 1925           | 1997                | [ 50 ]        |
| Ben-Hur                                                                                  | Narrativa                                       | 1959           | 2004                | [ 51 ]        |
| Lime Kiln Field Day                                                                      | Narrativa                                       | 1913           | 2014                | [ 22 ]        |
| Los mejores años de nuestra vida                                                         | Narrativa                                       | 1946           | 1989                | [ 52 ]        |
| Betty Tells Her Story                                                                    | Cortometraje documental                         | 1972           | 2022                | [ 44 ]        |
| Beverly Hills Cop                                                                        | Narrativa                                       | 1984           | 2024                | [ 10 ]        |
| Big Business                                                                             | Cortometraje                                    | 1929           | 1992                | [ 30 ]        |
| Los sobornados                                                                           | Narrativa                                       | 1953           | 1992                | [ 36 ]        |
| El gran Lebowski                                                                         | Narrativa                                       | 1998           | 2014                | [ 22 ]        |
| El gran desfile                                                                          | Narrativa                                       | 1925           | 1992                | [ 30 ]        |
| The Big Sleep                                                                            | Narrativa                                       | 1946           | 1997                | [ 50 ]        |
| La gran jornada                                                                          | Narrativa                                       | 1930           | 2006                | [ 43 ]        |
| Los pájaros                                                                              | Narrativa                                       | 1963           | 2016                | [ 23 ]        |
| El nacimiento de una nación                                                              | Narrativa                                       | 1915           | 1992                | [ 30 ]        |
| Black and Tan                                                                            | Cortometraje                                    | 1929           | 2015                | [ 49 ]        |
| The Black Pirate                                                                         | Narrativa                                       | 1926           | 1993                | [ 38 ]        |
| El corcel negro                                                                          | Narrativa                                       | 1979           | 2002                | [ 34 ]        |
| Semilla de maldad                                                                        | Narrativa                                       | 1955           | 2016                | [ 23 ]        |
| Blacksmith Scene                                                                         | Cortometraje                                    | 1893           | 1995                | [ 31 ]        |
| Blade Runner                                                                             | Narrativa                                       | 1982           | 1993                | [ 38 ]        |
| Blazing Saddles                                                                          | Narrativa                                       | 1974           | 2006                | [ 43 ]        |
| Bless Their Little Hearts                                                                | Narrativa                                       | 1984           | 2013                | [ 42 ]        |
| The Blood of Jesus                                                                       | Narrativa                                       | 1941           | 1991                | [ 24 ]        |
| The Blue Bird                                                                            | Narrativa                                       | 1918           | 2004                | [ 51 ]        |
| Body and Soul                                                                            | Narrativa                                       | 1925           | 2019                | [ 37 ]        |
| Colección de películas de la familia Bohulano                                            | Películas caseras                               | 1950s-1970s    | 2023                | [ 12 ]        |
| Bonnie y Clyde                                                                           | Narrativa                                       | 1967           | 1992                | [ 30 ]        |
| Nacida ayer                                                                              | Narrativa                                       | 1950           | 2012                | [ 25 ]        |
| Boulevard Nights                                                                         | Narrativa                                       | 1979           | 2017                | [ 26 ]        |
| Boys don't cry (película)                                                                | Narrativa                                       | 1999           | 2019                | [ 37 ]        |
| Boyz n the Hood                                                                          | Narrativa                                       | 1991           | 2002                | [ 34 ]        |
| Brandy in the Wilderness                                                                 | Narrativa                                       | 1969           | 2013                | [ 42 ]        |
| Bread                                                                                    | Narrativa                                       | 1918           | 2020                | [ 48 ]        |
| Breakfast at Tiffany's                                                                   | Narrativa                                       | 1961           | 2012                | [ 25 ]        |
| The Breakfast Club                                                                       | Narrativa                                       | 1985           | 2016                | [ 23 ]        |
| La novia de Frankenstein                                                                 | Narrativa                                       | 1935           | 1998                | [ 27 ]        |
| El puente sobre el río Kwai                                                              | Narrativa                                       | 1957           | 1997                | [ 50 ]        |
| Bringing Up Baby                                                                         | Narrativa                                       | 1938           | 1990                | [ 35 ]        |
| Broadcast News                                                                           | Narrativa                                       | 1987           | 2018                | [ 47 ]        |
| Brokeback Mountain                                                                       | Narrativa                                       | 2005           | 2018                | [ 47 ]        |
| Lirios rotos                                                                             | Narrativa                                       | 1919           | 1996                | [ 45 ]        |
| A Bronx Morning                                                                          | Cortometraje                                    | 1931           | 2004                | [ 51 ]        |
| Buena Vista Social Club                                                                  | Documental                                      | 1999           | 2020                | [ 48 ]        |
| The Buffalo Creek Flood: An Act of Man                                                   | Documental                                      | 1975           | 2005                | [ 46 ]        |
| Bullitt                                                                                  | Narrativa                                       | 1968           | 2007                | [ 21 ]        |
| Bush Mama                                                                                | Narrativa                                       | 1979           | 2022                | [ 44 ]        |
| Películas caseras de Cab Calloway                                                        | Películas caseras                               | 1948–1951      | 2022                | [ 44 ]        |
| Cabaret                                                                                  | Narrativa                                       | 1972           | 1995                | [ 31 ]        |
| Cabaret                                                                                  | Narrativa                                       | 1972           | 1995                | [ 31 ]        |
| Cabin in the Sky                                                                         | Narrativa                                       | 1943           | 2020                | [ 48 ]        |
| The Cameraman                                                                            | Narrativa                                       | 1928           | 2005                | [ 46 ]        |
| Carmen Jones                                                                             | Narrativa                                       | 1954           | 1992                | [ 30 ]        |
| Carrie                                                                                   | Narrativa                                       | 1976           | 2022                | [ 44 ]        |
| Casablanca                                                                               | Narrativa                                       | 1942           | 1989                | [ 52 ]        |
| Castro Street                                                                            | Documental/cortometraje/experimental            | 1966           | 1992                | [ 30 ]        |
| Cat People                                                                               | Narrativa                                       | 1942           | 1993                | [ 38 ]        |
| Chan Is Missing                                                                          | Narrativa                                       | 1982           | 1995                | [ 31 ]        |
| Charada                                                                                  | Narrativa                                       | 1963           | 2022                | [ 44 ]        |
| The Cheat                                                                                | Narrativa                                       | 1915           | 1993                | [ 38 ]        |
| The Chechahcos                                                                           | Narrativa                                       | 1924           | 2003                | [ 39 ]        |
| Chelsea Girls                                                                            | Experimental                                    | 1966           | 2024                | [ 10 ]        |
| Chicana                                                                                  | Documental                                      | 1979           | 2021                | [ 53 ]        |
| Chinatown                                                                                | Narrativa                                       | 1974           | 1991                | [ 24 ]        |
| A Christmas Story                                                                        | Narrativa                                       | 1983           | 2012                | [ 25 ]        |
| Chulas Fronteras                                                                         | Documental                                      | 1976           | 1993                | [ 38 ]        |
| Cicero March                                                                             | Documental/cortometraje                         | 1966           | 2013                | [ 42 ]        |
| Cenicienta                                                                               | Animada                                         | 1950           | 2018                | [ 47 ]        |
| Citizen Kane                                                                             | Narrativa                                       | 1941           | 1989                | [ 52 ]        |
| The City                                                                                 | Documental                                      | 1939           | 1998                | [ 27 ]        |
| Luces de la ciudad                                                                       | Narrativa                                       | 1931           | 1991                | [ 24 ]        |
| Civilization                                                                             | Narrativa                                       | 1916           | 1999                | [ 54 ]        |
| The Clash of the Wolves                                                                  | Narrativa                                       | 1924           | 2004                | [ 51 ]        |
| Clerks                                                                                   | Narrativa                                       | 1994           | 2019                | [ 37 ]        |
| Close Encounters of the Third Kind                                                       | Narrativa                                       | 1977           | 2007                | [ 21 ]        |
| Coal Miner's Daughter                                                                    | Narrativa                                       | 1980           | 2019                | [ 37 ]        |
| Cologne: From the Diary of Ray and Esther                                                | Documental/cortometraje                         | 1939           | 2001                | [ 29 ]        |
| Commandment Keeper Church, Beaufort South Carolina, May 1940                             | Documental/cortometraje                         | 1940           | 2005                | [ 46 ]        |
| Common Threads: Stories from the Quilt                                                   | Documental                                      | 1989           | 2024                | [ 10 ]        |
| Compensation                                                                             | Narrativa                                       | 1999           | 2024                | [ 10 ]        |
| A Computer Animated Hand                                                                 | Cortometraje animado/experimental               | 1972           | 2011                | [ 36 ]        |
| La conversación                                                                          | Narrativa                                       | 1974           | 1995                | [ 31 ]        |
| La leyenda del indomable                                                                 | Narrativa                                       | 1967           | 2005                | [ 46 ]        |
| Cooley High                                                                              | Narrativa                                       | 1975           | 2021                | [ 53 ]        |
| The Cool World                                                                           | Narrativa                                       | 1963           | 1994                | [ 32 ]        |
| Cops                                                                                     | Cortometraje                                    | 1922           | 1997                | [ 50 ]        |
| The Corbett-Fitzsimmons Fight                                                            | Documental                                      | 1897           | 2012                | [ 25 ]        |
| A Corner in Wheat                                                                        | Cortometraje                                    | 1909           | 1994                | [ 32 ]        |
| The Court Jester                                                                         | Narrativa                                       | 1956           | 2004                | [ 51 ]        |
| Crisis: Behind a Presidential Commitment                                                 | Documental                                      | 1963           | 2011                | [ 36 ]        |
| The Crowd                                                                                | Narrativa                                       | 1928           | 1989                | [ 52 ]        |
| Cry of Jazz                                                                              | Cortometraje                                    | 1959           | 2010                | [ 33 ]        |
| Cruisin' J-Town                                                                          | Cortometraje                                    | 1975           | 2023                | [ 12 ]        |
| The Cry of the Children                                                                  | Cortometraje                                    | 1912           | 2011                | [ 36 ]        |
| Un remedio para la adicción al póquer                                                    | Cortometraje                                    | 1912           | 2011                | [ 36 ]        |
| The Curse of Quon Gwon                                                                   | Cortometraje                                    | 1916–1917      | 2006                | [ 43 ]        |
| Cyrano de Bergerac                                                                       | Narrativa                                       | 1950           | 2022                | [ 44 ]        |
| Czechoslovakia 1968                                                                      | Documental/cortometraje                         | 1969           | 1997                | [ 50 ]        |
| Dance, Girl, Dance                                                                       | Narrativa                                       | 1940           | 2007                | [ 21 ]        |
| Dances with Wolves                                                                       | Narrativa                                       | 1990           | 2007                | [ 21 ]        |
| The Dark Knight                                                                          | Narrativa                                       | 2008           | 2020                | [ 48 ]        |
| Daughter of Dawn                                                                         | Narrativa                                       | 1920           | 2013                | [ 42 ]        |
| Daughter of Shanghai                                                                     | Narrativa                                       | 1937           | 2006                | [ 43 ]        |
| Daughters of the Dust                                                                    | Narrativa                                       | 1991           | 2004                | [ 51 ]        |
| David Holzman's Diary                                                                    | Narrativa                                       | 1967           | 1991                | [ 24 ]        |
| The Day the Earth Stood Still                                                            | Narrativa                                       | 1951           | 1995                | [ 31 ]        |
| Days of Heaven                                                                           | Narrativa                                       | 1978           | 2007                | [ 21 ]        |
| Días de vino y rosas                                                                     | Narrativa                                       | 1962           | 2018                | [ 47 ]        |
| Dead Birds                                                                               | Documental                                      | 1964           | 1998                | [ 27 ]        |
| Decasia                                                                                  | Documental                                      | 2002           | 2013                | [ 42 ]        |
| The Decline of Western Civilization                                                      | Documental                                      | 1981           | 2016                | [ 23 ]        |
| The Deer Hunter                                                                          | Narrativa                                       | 1978           | 1996                | [ 45 ]        |
| Deliverance                                                                              | Narrativa                                       | 1972           | 2008                | [ 28 ]        |
| Desperately Seeking Susan                                                                | Narrativa                                       | 1985           | 2023                | [ 12 ]        |
| Destry Rides Again                                                                       | Narrativa                                       | 1939           | 1996                | [ 45 ]        |
| Detour                                                                                   | Narrativa                                       | 1945           | 1992                | [ 30 ]        |
| Dickson Experimental Sound Film                                                          | Cortometraje/experimental                       | 1894 o 1895    | 2003                | [ 39 ]        |
| Die Hard                                                                                 | Narrativa                                       | 1988           | 2017                | [ 26 ]        |
| Cena a las ocho                                                                          | Narrativa                                       | 1933           | 2023                | [ 12 ]        |
| Dirty Dancing                                                                            | Narrativa                                       | 1987           | 2024                | [ 10 ]        |
| Harry el Sucio                                                                           | Narrativa                                       | 1971           | 2012                | [ 25 ]        |
| Disneyland Dream                                                                         | Película casera                                 | 1956           | 2008                | [ 28 ]        |
| D.O.A.                                                                                   | Narrativa                                       | 1950           | 2004                | [ 51 ]        |
| Dixon-Wanamaker Expedition to Crow Agency                                                | Película de actualidades                        | 1908           | 2018                | [ 47 ]        |
| Do the Right Thing                                                                       | Narrativa                                       | 1989           | 1999                | [ 54 ]        |
| Los muelles de Nueva York                                                                | Narrativa                                       | 1928           | 1999                | [ 54 ]        |
| Dodsworth                                                                                | Narrativa                                       | 1936           | 1990                | [ 35 ]        |
| Dog Day Afternoon                                                                        | Narrativa                                       | 1975           | 2009                | [ 55 ]        |
| Dog Star Man                                                                             | Documental                                      | 1961-1964      | 1992                | [ 30 ]        |
| Dont Look Back                                                                           | Documental                                      | 1967           | 1998                | [ 27 ]        |
| Double Indemnity                                                                         | Narrativa                                       | 1944           | 1992                | [ 30 ]        |
| Down Argentine Way                                                                       | Narrativa                                       | 1940           | 2014                | [ 22 ]        |
| Dr. Strangelove or: How I Learned to Stop Worrying and Love the Bomb                     | Narrativa                                       | 1964           | 1989                | [ 52 ]        |
| Drácula                                                                                  | Narrativa                                       | 1931           | 2000                | [ 40 ]        |
| Drácula (versión española)                                                               | Narrativa                                       | 1931           | 2015                | [ 49 ]        |
| The Dragon Painter                                                                       | Narrativa                                       | 1919           | 2014                | [ 22 ]        |
| Dream of a Rarebit Fiend                                                                 | Narrativa                                       | 1906           | 2015                | [ 49 ]        |
| Drums of Winter                                                                          | Documental                                      | 1988           | 2006                | [ 43 ]        |
| Duck Amuck                                                                               | Cortometraje animado                            | 1953           | 1999                | [ 54 ]        |
| Duck and Cover                                                                           | Cortometraje animado                            | 1951           | 2004                | [ 51 ]        |
| Sopa de ganso                                                                            | Narrativa                                       | 1933           | 1990                | [ 35 ]        |
| Dumbo                                                                                    | Animada                                         | 1941           | 2017                | [ 26 ]        |
| Eadweard Muybridge, Zoopraxographer                                                      | Documental                                      | 1975           | 2015                | [ 49 ]        |
| Early Abstractions                                                                       | Cortometrajes animados                          | 1939-1956      | 2006                | [ 43 ]        |
| East of Eden                                                                             | Narrativa                                       | 1955           | 2016                | [ 23 ]        |
| Easy Rider                                                                               | Narrativa                                       | 1969           | 1998                | [ 27 ]        |
| Eaux d'Artifice                                                                          | Cortometraje                                    | 1953           | 1993                | [ 38 ]        |
| Donde la ciudad termina                                                                  | Narrativa                                       | 1957           | 2023                | [ 12 ]        |
| Edison Kinetoscopic Record of a Sneeze                                                   | Cortometraje                                    | 1894           | 2015                | [ 49 ]        |
| Electronic Labyrinth THX-1138:4EB                                                        | Narrativa                                       | 1967           | 2010                | [ 33 ]        |
| El mariachi                                                                              | Narrativa                                       | 1992           | 2011                | [ 36 ]        |
| El Norte                                                                                 | Narrativa                                       | 1983           | 1995                | [ 31 ]        |
| Ella Cinders                                                                             | Narrativa                                       | 1926           | 2013                | [ 42 ]        |
| Emigrants Landing at Ellis Island                                                        | Cortometraje documental                         | 1903           | 2019                | [ 37 ]        |
| The Emperor Jones                                                                        | Narrativa                                       | 1933           | 1999                | [ 54 ]        |
| Empire                                                                                   | Experimental                                    | 1964           | 2004                | [ 51 ]        |
| The Empire Strikes Back                                                                  | Narrativa                                       | 1980           | 2010                | [ 33 ]        |
| Employees' Entrance                                                                      | Narrativa                                       | 1933           | 2019                | [ 37 ]        |
| The Endless Summer                                                                       | Documental                                      | 1966           | 2002                | [ 34 ]        |
| Operación Dragón                                                                         | Narrativa                                       | 1973           | 2004                | [ 51 ]        |
| Eraserhead                                                                               | Narrativa                                       | 1977           | 2004                | [ 51 ]        |
| Eve's Bayou                                                                              | Narrativa                                       | 1997           | 2018                | [ 47 ]        |
| Evergreen                                                                                | Documental/cortometraje                         | 1965           | 2021                | [ 53 ]        |
| E.T., el extraterrestre                                                                  | Narrativa                                       | 1982           | 1994                | [ 32 ]        |
| The Evidence of the Film                                                                 | Cortometraje                                    | 1913           | 2001                | [ 29 ]        |
| The Exiles                                                                               | Narrativa                                       | 1961           | 2009                | [ 55 ]        |
| El exorcista                                                                             | Narrativa                                       | 1973           | 2010                | [ 33 ]        |
| The Exploits of Elaine                                                                   | Serie de películas                              | 1914           | 1994                | [ 32 ]        |
| Un rostro en la multitud                                                                 | Narrativa                                       | 1957           | 2008                | [ 28 ]        |
| Faces                                                                                    | Narrativa                                       | 1968           | 2011                | [ 36 ]        |
| Fake Fruit Factory                                                                       | Documental/cortometraje                         | 1986           | 2011                | [ 36 ]        |
| La caída de la casa Usher                                                                | Cortometraje                                    | 1928           | 2000                | [ 40 ]        |
| Fame                                                                                     | Narrativa                                       | 1980           | 2023                | [ 12 ]        |
| Fantasía                                                                                 | Animada                                         | 1940           | 1990                | [ 35 ]        |
| Fargo                                                                                    | Narrativa                                       | 1996           | 2006                | [ 43 ]        |
| Fast Times at Ridgemont High                                                             | Narrativa                                       | 1982           | 2005                | [ 46 ]        |
| Fatty's Tintype Tangle                                                                   | Cortometraje                                    | 1915           | 1995                | [ 31 ]        |
| Felicia                                                                                  | Cortometraje                                    | 1965           | 2014                | [ 22 ]        |
| Ferris Bueller's Day Off                                                                 | Narrativa                                       | 1986           | 2014                | [ 22 ]        |
| Field of Dreams                                                                          | Narrativa                                       | 1989           | 2017                | [ 26 ]        |
| Film Portrait                                                                            | Documental                                      | 1970           | 2003                | [ 39 ]        |
| Mi vida es mi vida                                                                       | Narrativa                                       | 1970           | 2000                | [ 40 ]        |
| Flash Gordon                                                                             | Serie de películas                              | 1936           | 1996                | [ 45 ]        |
| Flesh and the Devil                                                                      | Narrativa                                       | 1927           | 2006                | [ 43 ]        |
| Árboles y flores                                                                         | Cortometraje animado                            | 1932           | 2021                | [ 53 ]        |
| Prometidas sin novio                                                                     | Narrativa                                       | 1961           | 2008                | [ 28 ]        |
| The Flying Ace                                                                           | Narrativa                                       |                | 2021                | [ 53 ]        |
| The Fog of War                                                                           | Documental                                      | 2003           | 2019                | [ 37 ]        |
| A Fool There Was                                                                         | Narrativa                                       | 1915           | 2015                | [ 49 ]        |
| Esposas frívolas                                                                         | Narrativa                                       | 1922           | 2008                | [ 28 ]        |
| Footlight Parade                                                                         | Narrativa                                       | 1933           | 1992                | [ 30 ]        |
| Planeta prohibido                                                                        | Narrativa                                       | 1956           | 2013                | [ 42 ]        |
| Force of Evil                                                                            | Narrativa                                       | 1948           | 1994                | [ 32 ]        |
| The Forgotten Frontier                                                                   | Documental                                      | 1931           | 1996                | [ 45 ]        |
| Forrest Gump                                                                             | Narrativa                                       | 1994           | 2011                | [ 36 ]        |
| Los cuatro jinetes del Apocalipsis                                                       | Narrativa                                       | 1921           | 1995                | [ 31 ]        |
| Frank Film                                                                               | Cortometraje animado                            | 1973           | 1996                | [ 45 ]        |
| Frankenstein                                                                             | Narrativa                                       | 1931           | 1991                | [ 24 ]        |
| Freaks                                                                                   | Narrativa                                       | 1932           | 1994                | [ 32 ]        |
| Free Radicals                                                                            | Cortometraje animado                            | 1979           | 2008                | [ 28 ]        |
| Freedom Riders                                                                           | Documental                                      | 2010           | 2020                | [ 48 ]        |
| The French Connection                                                                    | Narrativa                                       | 1971           | 2005                | [ 46 ]        |
| The Freshman                                                                             | Narrativa                                       | 1925           | 1990                | [ 35 ]        |
| De aquí a la eternidad                                                                   | Narrativa                                       | 1953           | 2002                | [ 34 ]        |
| From Stump to Ship                                                                       | Cortometraje industrial                         | 1930           | 2002                | [ 34 ]        |
| From the Manger to the Cross                                                             | Narrativa                                       | 1912           | 1998                | [ 27 ]        |
| Un gran reportaje                                                                        | Narrativa                                       | 1931           | 2010                | [ 33 ]        |
| Frontier (uno de los cuatro cortos de danza de Martha Graham añadidos en 2013)           | Corto                                           | 1935           | 2013                | [ 41 ] [ 42 ] |
| Colección de películas de la familia Fuentes                                             | Películas caseras                               | 1920s-1930s    | 2017                | [ 26 ]        |
| Fuji                                                                                     | Narrativa                                       | 1974           | 2002                | [ 34 ]        |
| Funny Girl                                                                               | Narrativa                                       | 1968           | 2016                | [ 23 ]        |
| Furia                                                                                    | Narrativa                                       | 1936           | 1995                | [ 31 ]        |
| The Gang's All Here                                                                      | Narrativa                                       | 1943           | 2014                | [ 22 ]        |
| Ganja & Hess                                                                             | Narrativa                                       | 1973           | 2024                | [ 10 ]        |
| Garlic Is as Good as Ten Mothers                                                         | Documental                                      | 1980           | 2004                | [ 51 ]        |
| Gaslight                                                                                 | Narrativa                                       | 1944           | 2019                | [ 37 ]        |
| El maquinista de La General                                                              | Narrativa                                       | 1944           | 1989                | [ 52 ]        |
| Gentleman's Agreement                                                                    | Narrativa                                       | 1947           | 2017                | [ 26 ]        |
| Metraje de la Segunda Guerra Mundial de George Stevens                                   | Documental                                      | 1943-1946      | 2008                | [ 28 ]        |
| George Washington Carver at Tuskegee Institute                                           | Cortometraje documental                         | 1937           | 2019                | [ 37 ]        |
| Gerald McBoing-Boing                                                                     | Cortometraje animado                            | 1950           | 1995                | [ 31 ]        |
| Gertie the Dinosaur                                                                      | Cortometraje animado                            | 1914           | 1991                | [ 24 ]        |
| Los cazafantasmas                                                                        | Narrativa                                       | 1984           | 2015                | [ 49 ]        |
| Gigante                                                                                  | Narrativa                                       | 1956           | 2005                | [ 46 ]        |
| Gigi                                                                                     | Narrativa                                       | 1958           | 1991                | [ 24 ]        |
| Gilda                                                                                    | Narrativa                                       | 1946           | 2013                | [ 42 ]        |
| Las amigas                                                                               | Narrativa                                       | 1978           | 2019                | [ 37 ]        |
| The Girl Without a Soul                                                                  | Narrativa                                       | 1917           | 2018                | [ 47 ]        |
| Glimpse of the Garden                                                                    | Cortometraje                                    | 1957           | 2007                | [ 21 ]        |
| El padrino                                                                               | Narrativa                                       | 1972           | 1990                | [ 35 ]        |
| El padrino Parte II                                                                      | Narrativa                                       | 1974           | 1993                | [ 38 ]        |
| The Ground                                                                               | Narrativa                                       | 1993-2001      | 2020                | [ 48 ]        |
| Going My Way                                                                             | Narrativa                                       | 1944           | 2004                | [ 51 ]        |
| Gold Diggers of 1933                                                                     | Narrativa                                       | 1933           | 2003                | [ 39 ]        |
| La quimera del oro                                                                       | Narrativa                                       | 1925           | 1992                | [ 30 ]        |
| Lo que el viento se llevó                                                                | Narrativa                                       | 1939           | 1989                | [ 52 ]        |

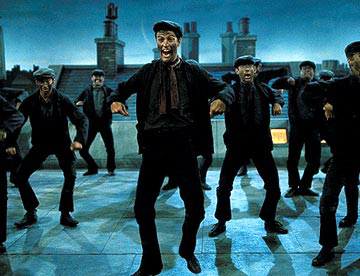
El baile de los deshollinadores liderados por Bert, interpretado por Dick van Dyke, en Mary Poppins.

| Goodfellas                                                                               | Narrativa                                       | 1990           | 2000                | [ 40 ]        |
| Los Goonies                                                                              | Narrativa                                       | 1985           | 2017                | [ 26 ]        |
| El graduado                                                                              | Narrativa                                       | 1967           | 1996                | [ 45 ]        |
| Grand Hotel                                                                              | Narrativa                                       | 1932           | 2007                | [ 21 ]        |
| The Grapes of Wrath                                                                      | Narrativa                                       | 1940           | 1989                | [ 52 ]        |
| Grass                                                                                    | Documental                                      | 1925           | 1997                | [ 50 ]        |
| Grease                                                                                   | Narrativa                                       | 1978           | 2020                | [ 48 ]        |
| El gran dictador                                                                         | Narrativa                                       | 1940           | 1997                | [ 50 ]        |
| Asalto y robo de un tren                                                                 | Cortometraje                                    | 1903           | 1990                | [ 35 ]        |
| Avaricia                                                                                 | Narrativa                                       | 1924           | 1991                | [ 24 ]        |
| Grey Gardens                                                                             | Documental                                      | 1975           | 2010                | [ 33 ]        |
| Groundhog Day                                                                            | Narrativa                                       | 1993           | 2006                | [ 43 ]        |
| Growing Up Female                                                                        | Documental                                      | 1971           | 2011                | [ 36 ]        |
| Guess Who's Coming to Dinner                                                             | Narrativa                                       | 1967           | 2017                | [ 26 ]        |
| El demonio de las armas                                                                  | Narrativa                                       | 1950           | 1998                | [ 27 ]        |
| Gunga Din                                                                                | Narrativa                                       | 1939           | 1999                | [ 54 ]        |
| H2O                                                                                      | Cortometraje                                    | 1929           | 2005                | [ 46 ]        |
| Hail the Conquering Hero                                                                 | Narrativa                                       | 1944           | 2015                | [ 49 ]        |
| Hairspray                                                                                | Narrativa                                       | 1988           | 2022                | [ 44 ]        |
| Hair Piece: A Film for Nappyheaded People                                                | Cortometraje animado                            | 1984           | 2018                | [ 47 ]        |
| Hallelujah!                                                                              | Narrativa                                       | 1929           | 2008                | [ 28 ]        |
| Halloween                                                                                | Narrativa                                       | 1978           | 2006                | [ 43 ]        |
| Hands Up!                                                                                | Narrativa                                       | 1926           | 2005                | [ 46 ]        |
| Harlan County U.S.A.                                                                     | Documental                                      | 1976           | 1990                | [ 35 ]        |
| Harold and Maude                                                                         | Narrativa                                       | 1971           | 1997                | [ 50 ]        |
| Hearts and Minds                                                                         | Documental                                      | 1974           | 2018                | [ 47 ]        |
| El que recibe las bofetadas                                                              | Narrativa                                       | 1924           | 2017                | [ 26 ]        |
| La heredera                                                                              | Narrativa                                       | 1949           | 1996                | [ 45 ]        |
| Helen Keller In Her Story                                                                | Documental                                      | 1954           | 2023                | [ 12 ]        |
| Hell's Hinges                                                                            | Narrativa                                       | 1916           | 1994                | [ 32 ]        |
| Hellbound Train                                                                          | Narrativa                                       | 1930           | 2021                | [ 53 ]        |
| Heretic (uno de los cuatro cortos de danza de Martha Graham añadidos en 2013)            | Corto                                           | 1929           | 2013                | [ 42 ] [ 41 ] |
| Heroes All                                                                               | Documental                                      | 1920           | 2009                | [ 55 ]        |
| La calle Hester                                                                          | Narrativa                                       | 1975           | 2011                | [ 36 ]        |
| High Noon                                                                                | Narrativa                                       | 1952           | 1989                | [ 52 ]        |
| High School                                                                              | Documental                                      | 1968           | 1991                | [ 24 ]        |
| Vídeos del desastre del dirigible Hindenburg                                             | Películas de actualidades                       | 1937           | 1997                | [ 50 ]        |
| His Girl Friday                                                                          | Narrativa                                       | 1940           | 1993                | [ 38 ]        |
| The Hitch-Hiker                                                                          | Narrativa                                       | 1953           | 1998                | [ 27 ]        |
| El hombre del brazo de oro                                                               | Narrativa                                       | 1955           | 2020                | [ 48 ]        |
| The Hole                                                                                 | Cortometraje animado                            | 1962           | 2013                | [ 42 ]        |
| Home Alone                                                                               | Narrativa                                       | 1990           | 2023                | [ 12 ]        |
| Hoop Dreams                                                                              | Documental                                      | 1994           | 2005                | [ 46 ]        |
| Hoosiers                                                                                 | Narrativa                                       | 1986           | 2001                | [ 29 ]        |
| Hospital                                                                                 | Documental                                      | 1970           | 1994                | [ 32 ]        |
| The Hospital                                                                             | Narrativa                                       | 1971           | 1995                | [ 31 ]        |
| Hot Dogs for Gauguin                                                                     | Cortometraje                                    | 1972           | 2009                | [ 55 ]        |
| Hours for Jerome                                                                         | Experimental                                    | 1980–1982      | 2012                | [ 25 ]        |
| The House I Live In                                                                      | Narrativa                                       | 1945           | 2007                | [ 21 ]        |
| The House in the Middle                                                                  | Documental/cortometraje                         | 1954           | 2001                | [ 29 ]        |
| La caída de la casa Usher                                                                | Narrativa                                       | 1960           | 2005                | [ 46 ]        |
| House of Wax                                                                             | Narrativa                                       | 1953           | 2014                | [ 22 ]        |
| House Party                                                                              | Narrativa                                       | 1990           | 2022                | [ 44 ]        |
| ¡Qué verde era mi valle!                                                                 | Narrativa                                       | 1941           | 1990                | [ 35 ]        |
| La conquista del Oeste                                                                   | Narrativa                                       | 1962           | 1997                | [ 50 ]        |
| Hud                                                                                      | Narrativa                                       | 1963           | 2018                | [ 47 ]        |
| Humoresque                                                                               | Narrativa                                       | 1920           | 2015                | [ 49 ]        |
| The Hunters                                                                              | Documental                                      | 1957           | 2003                | [ 39 ]        |
| The Hurt Locker                                                                          | Narrativa                                       | 2009           | 2020                | [ 48 ]        |
| The Hustler                                                                              | Narrativa                                       | 1961           | 1997                | [ 50 ]        |
| Soy un fugitivo                                                                          | Narrativa                                       | 1932           | 1991                | [ 24 ]        |
| I Am Joaquin                                                                             | Cortometraje                                    | 1969           | 2010                | [ 33 ]        |
| I Am Somebody                                                                            | Cortometraje documental                         | 1970           | 2019                | [ 37 ]        |
| I, An Actress                                                                            | Cortometraje                                    | 1977           | 2011                | [ 36 ]        |
| Illusions                                                                                | Narrativa                                       | 1982           | 2020                | [ 48 ]        |
| Imitación de la vida                                                                     | Narrativa                                       | 1934           | 2005                | [ 46 ]        |
| Imitación a la vida                                                                      | Narrativa                                       | 1959           | 2015                | [ 49 ]        |
| The Immigrant                                                                            | Cortometraje                                    | 1917           | 1998                | [ 27 ]        |
| En un lugar solitario                                                                    | Narrativa                                       | 1950           | 2007                | [ 21 ]        |
| A sangre fría                                                                            | Narrativa                                       | 1967           | 2008                | [ 28 ]        |
| In the Heat of the Night                                                                 | Narrativa                                       | 1967           | 2002                | [ 34 ]        |
| In the Land of the Head Hunters                                                          | Narrativa                                       | 1914           | 1999                | [ 54 ]        |
| In the Street                                                                            | Documental/cortometraje                         | 1948           | 2006                | [ 43 ]        |
| The Incredible Shrinking Man                                                             | Narrativa                                       | 1957           | 2009                | [ 55 ]        |
| El delator                                                                               | Narrativa                                       | 1935           | 2018                | [ 47 ]        |
| The Inner World of Aphasia                                                               | Documental/cortometraje                         | 1968           | 2015                | [ 49 ]        |
| Inside Nazi Germany                                                                      | Documental/cortometraje                         | 1938           | 1993                | [ 38 ]        |
| Interior del subterráneo de Nueva York, desde la calle 14 hasta la calle 42              | Cortometraje                                    | 1905           | 2017                | [ 26 ]        |
| Intolerancia                                                                             | Narrativa                                       | 1916           | 1989                | [ 52 ]        |
| Into the Arms of Strangers: Stories of the Kindertransport                               | Documental                                      | 2000           | 2014                | [ 22 ]        |
| Invasores de Marte                                                                       | Narrativa                                       | 1953           | 2024                | [ 10 ]        |
| Invasion of the Body Snatchers                                                           | Narrativa                                       | 1956           | 1994                | [ 32 ]        |
| El hombre invisible                                                                      | Narrativa                                       | 1933           | 2008                | [ 28 ]        |
| El caballo de hierro                                                                     | Narrativa                                       | 1924           | 2011                | [ 36 ]        |
| Iron Man                                                                                 | Narrativa                                       | 2008           | 2022                | [ 44 ]        |
| It                                                                                       | Narrativa                                       | 1927           | 2001                | [ 29 ]        |
| It Happened One Night                                                                    | Narrativa                                       | 1934           | 1993                | [ 38 ]        |
| It's a Gift                                                                              | Narrativa                                       | 1934           | 2010                | [ 33 ]        |
| Qué bello es vivir                                                                       | Narrativa                                       | 1946           | 1990                | [ 35 ]        |
| The Italian                                                                              | Narrativa                                       | 1915           | 1991                | [ 24 ]        |
| Itam Hakim, Hopiit                                                                       | Documental/experimental                         | 1984           | 2022                | [ 44 ]        |
| El rock de la cárcel                                                                     | Narrativa                                       | 1957           | 2004                | [ 51 ]        |
| Jam Session                                                                              | Cortometraje                                    | 1942           | 2001                | [ 29 ]        |
| Jammin' the Blues                                                                        | Cortometraje                                    | 1944           | 1995                | [ 31 ]        |
| Tiburón                                                                                  | Narrativa                                       | 1975           | 2001                | [ 29 ]        |
| Jazz on a Summer's Day                                                                   | Documental                                      | 1960           | 1999                | [ 54 ]        |
| The Jazz Singer                                                                          | Narrativa                                       | 1927           | 1996                | [ 45 ]        |
| Jenkins Orphanage Band (Fox Movietone News)                                              | Película de actualidades                        | 1928           | 2003                | [ 39 ]        |
| Jezabel                                                                                  | Narrativa                                       | 1938           | 2009                | [ 55 ]        |
| John Henry and the Inky-Poo                                                              | Cortometraje animado                            | 1946           | 2015                | [ 49 ]        |
| Johnny Guitar                                                                            | Narrativa                                       | 1954           | 2008                | [ 28 ]        |
| The Joy Luck Club                                                                        | Narrativa                                       | 1993           | 2020                | [ 48 ]        |
| Jeffries-Johnson World's Championship Boxing Contest                                     | Documental                                      | 1910           | 2005                | [ 46 ]        |
| Jubilo                                                                                   | Narrativa                                       | 1919           | 2021                | [ 53 ]        |
| Judgment at Nuremberg                                                                    | Narrativa                                       | 1961           | 2013                | [ 42 ]        |
| The Jungle                                                                               | Cortometraje                                    | 1967           | 2009                | [ 55 ]        |
| Parque Jurásico                                                                          | Narrativa                                       | 1993           | 2018                | [ 47 ]        |
| Kannapolis, N.C.                                                                         | Documental                                      | 1941           | 2004                | [ 51 ]        |
| The Kid                                                                                  | Narrativa                                       | 1921           | 2011                | [ 36 ]        |
| Kid Auto Races at Venice                                                                 | Narrativa                                       | 1914           | 2020                | [ 48 ]        |
| The Kidnappers Foil                                                                      | Narrativa                                       | 1930s–1950s    | 2012                | [ 25 ]        |
| Killer of Sheep                                                                          | Narrativa                                       | 1978           | 1990                | [ 35 ]        |
| The Killers                                                                              | Narrativa                                       | 1946           | 2008                | [ 28 ]        |
| King: A Filmed Record... Montgomery to Memphis                                           | Documental                                      | 1970           | 1999                | [ 54 ]        |
| King Kong                                                                                | Narrativa                                       | 1933           | 1991                | [ 24 ]        |
| King of Jazz                                                                             | Narrativa                                       | 1930           | 2013                | [ 42 ]        |
| El beso                                                                                  | Cortometraje                                    | 1896           | 1999                | [ 54 ]        |
| Kiss Me Deadly                                                                           | Narrativa                                       | 1955           | 1999                | [ 54 ]        |
| Koko's Earth Control                                                                     | Cortometraje animado                            | 1928           | 2024                | [ 10 ]        |
| Knute Rockne, All American                                                               | Narrativa                                       | 1940           | 1997                | [ 50 ]        |
| Kodachrome Color Motion-Picture Test                                                     | Experimental                                    | 1922           | 2012                | [ 25 ]        |
| Koyaanisqatsi                                                                            | Narrativa                                       | 1982           | 2000                | [ 40 ]        |
| La bamba                                                                                 | Narrativa                                       | 1987           | 2017                | [ 26 ]        |
| La dama y el vagabundo                                                                   | Animada                                         | 1955           | 2023                | [ 12 ]        |
| L.A. Confidential                                                                        | Narrativa                                       | 1997           | 2015                | [ 49 ]        |
| Las tres noches de Eva                                                                   | Narrativa                                       | 1941           | 1994                | [ 32 ]        |
| La dama de Shanghái                                                                      | Narrativa                                       | 1947           | 2018                | [ 47 ]        |
| Lady Helen's Escapade                                                                    | Cortometraje                                    | 1909           | 2004                | [ 51 ]        |
| Lady Windermere's Fan                                                                    | Narrativa                                       | 1925           | 2002                | [ 34 ]        |
| Lambchops                                                                                | Cortometraje                                    | 1929           | 1999                | [ 54 ]        |
| Lamentation (uno de los cuatro cortos de danza de Martha Graham añadidos en 2013)        | Corto                                           | 1930           | 2013                | [ 41 ] [ 42 ] |
| The Land Beyond the Sunset                                                               | Cortometraje                                    | 1912           | 2000                | [ 40 ]        |
| Lassie Come Home                                                                         | Narrativa                                       | 1943           | 1993                | [ 38 ]        |
| La última orden                                                                          | Narrativa                                       | 1928           | 2006                | [ 43 ]        |
| El último Mohicano                                                                       | Narrativa                                       | 1920           | 1995                | [ 31 ]        |
| La última película                                                                       | Narrativa                                       | 1971           | 1998                | [ 27 ]        |
| The Last Waltz                                                                           | Documental                                      | 1978           | 2019                | [ 37 ]        |
| Laura                                                                                    | Narrativa                                       | 1944           | 1999                | [ 54 ]        |
| Lawrence de Arabia                                                                       | Narrativa                                       | 1962           | 1991                | [ 24 ]        |
| Los lirios del valle                                                                     | Narrativa                                       | 1963           | 2020                | [ 48 ]        |
| The Lead Shoes                                                                           | Cortometraje/experimental                       | 1949           | 2009                | [ 55 ]        |
| A League of Their Own                                                                    | Narrativa                                       | 1992           | 2012                | [ 25 ]        |
| The Learning Tree                                                                        | Narrativa                                       | 1969           | 1989                | [ 52 ]        |
| Que el cielo la juzgue                                                                   | Narrativa                                       | 1945           | 2018                | [ 47 ]        |
| Let there be light                                                                       | Documental                                      | 1946           | 2010                | [ 33 ]        |
| Let's All Go to the Lobby                                                                | Cortometraje animado                            | 1957           | 2000                | [ 40 ]        |
| Carta de una desconocida                                                                 | Narrativa                                       | 1948           | 1992                | [ 30 ]        |
| The Life and Death of 9413: a Hollywood Extra                                            | Cortometraje                                    | 1927           | 1997                | [ 50 ]        |
| The Life and Times of Rosie the Riveter                                                  | Documental                                      | 1980           | 1996                | [ 45 ]        |
| Vida de un bombero estadounidense                                                        | Cortometraje                                    | 1903           | 2016                | [ 23 ]        |
| The Life of Emile Zola                                                                   | Narrativa                                       | 1937           | 2000                | [ 40 ]        |
| The Lighted Field                                                                        | Experimental                                    | 1987           | 2023                | [ 12 ]        |
| El rey león                                                                              | Animada                                         | 1994           | 2016                | [ 23 ]        |
| Pequeño gran hombre                                                                      | Narrativa                                       | 1970           | 2014                | [ 22 ]        |
| Little Caesar                                                                            | Narrativa                                       | 1931           | 2000                | [ 40 ]        |
| Little Fugitive                                                                          | Narrativa                                       | 1953           | 1997                | [ 50 ]        |
| La sirenita                                                                              | Animada                                         | 1989           | 2022                | [ 44 ]        |
| Dejada en prenda                                                                         | Narrativa                                       | 1934           | 1998                | [ 27 ]        |
| Little Nemo                                                                              | Cortometraje animado                            | 1911           | 2009                | [ 55 ]        |
| Lives of Performers                                                                      | Narrativa                                       | 1972           | 2017                | [ 26 ]        |
| El desierto viviente                                                                     | Documental                                      | 1953           | 2000                | [ 40 ]        |
| Soledad                                                                                  | Narrativa                                       | 1928           | 2010                | [ 33 ]        |
| The Long Goodbye                                                                         | Narrativa                                       | 1973           | 2021                | [ 53 ]        |
| El Señor de los Anillos: la Comunidad del Anillo                                         | Narrativa                                       | 2001           | 2021                | [ 53 ]        |
| Horizontes perdidos                                                                      | Narrativa                                       | 1937           | 2016                | [ 23 ]        |
| Días sin huella                                                                          | Narrativa                                       | 1945           | 2011                | [ 36 ]        |
| El mundo perdido                                                                         | Narrativa                                       | 1925           | 1998                | [ 27 ]        |
| Losing Ground                                                                            | Narrativa                                       | 1982           | 2020                | [ 48 ]        |
| Louisiana Story                                                                          | Narrativa                                       | 1948           | 1994                | [ 32 ]        |
| Love & Basketball                                                                        | Narrativa                                       | 2000           | 2023                | [ 12 ]        |
| Love Finds Andy Hardy                                                                    | Narrativa                                       | 1938           | 2000                | [ 40 ]        |
| Ámame esta noche                                                                         | Narrativa                                       | 1932           | 1990                | [ 35 ]        |
| The Lunch Date                                                                           | Cortometraje                                    | 1990           | 2013                | [ 42 ]        |
| Luxo Jr.                                                                                 | Cortometraje animado                            | 1986           | 2014                | [ 22 ]        |
| Mabel's Blunder                                                                          | Cortometraje                                    | 1914           | 2009                | [ 55 ]        |
| Magical Maestro                                                                          | Cortometraje animado                            | 1952           | 1993                | [ 38 ]        |
| The Magnificent Ambersons                                                                | Narrativa                                       | 1942           | 1991                | [ 24 ]        |
| The Magnificent Seven                                                                    | Narrativa                                       | 1960           | 2012                | [ 25 ]        |
| Make Way for Tomorrow                                                                    | Narrativa                                       | 1937           | 2010                | [ 33 ]        |
| The Making of an American                                                                | Cortometraje                                    | 1920           | 2005                | [ 46 ]        |
| Malcolm X                                                                                | Narrativa                                       | 1992           | 2010                | [ 33 ]        |
| El halcón maltés                                                                         | Narrativa                                       | 1941           | 1989                | [ 52 ]        |
| The Man Who Shot Liberty Valance                                                         | Narrativa                                       | 1962           | 2007                | [ 21 ]        |
| The Manchurian Candidate                                                                 | Narrativa                                       | 1962           | 1994                | [ 32 ]        |
| Manhatta                                                                                 | Documental/cortometraje                         | 1921           | 1995                | [ 31 ]        |
| Manhattan                                                                                | Narrativa                                       | 1979           | 2001                | [ 29 ]        |
| Manzanar                                                                                 | Cortometraje documental                         | 1971           | 2022                | [ 44 ]        |
| Mardi Gras Carnival                                                                      | Cortometraje documental                         | 1898           | 2022                | [ 44 ]        |
| Mauna Kea: Temple Under Siege                                                            | Documental                                      | 2006           | 2020                | [ 48 ]        |
| The March                                                                                | Documental/cortometraje                         | 1964           | 2008                | [ 28 ]        |
| Marian Anderson: the Lincoln Memorial Concert                                            | Documental                                      | 1939           | 2001                | [ 29 ]        |
| La marca del Zorro                                                                       | Narrativa                                       | 1920           | 2015                | [ 49 ]        |
| El Signo del Zorro                                                                       | Narrativa                                       | 1940           | 2009                | [ 55 ]        |
| Marty                                                                                    | Narrativa                                       | 1955           | 1994                | [ 32 ]        |
| Mary Poppins                                                                             | Narrativa                                       | 1964           | 2013                | [ 42 ]        |
| MASH                                                                                     | Narrativa                                       | 1970           | 1996                | [ 45 ]        |
| Master Hands                                                                             | Documental                                      | 1936           | 1999                | [ 54 ]        |
| Matewan                                                                                  | Narrativa                                       | 1987           | 2023                | [ 12 ]        |
| Matrimony's Speed Limit                                                                  | Cortometraje                                    | 1913           | 2003                | [ 39 ]        |
| The Matrix                                                                               | Narrativa                                       | 1999           | 2012                | [ 25 ]        |
| Maya Lin: A Strong Clear Vision                                                          | Documental                                      | 1994           | 2023                | [ 12 ]        |
| McCabe & Mrs. Miller                                                                     | Narrativa                                       | 1971           | 2010                | [ 33 ]        |
| Mean Streets                                                                             | Narrativa                                       | 1973           | 1997                | [ 50 ]        |
| Medium Cool                                                                              | Narrativa                                       | 1969           | 2003                | [ 39 ]        |
| Meet Me in St. Louis                                                                     | Narrativa                                       | 1944           | 1994                | [ 32 ]        |
| Melody Ranch                                                                             | Narrativa                                       | 1940           | 2002                | [ 34 ]        |
| Memento                                                                                  | Narrativa                                       | 2000           | 2017                | [ 26 ]        |
| Memphis Belle                                                                            | Documental                                      | 1944           | 2001                | [ 29 ]        |
| Men and Dust                                                                             | Documental/cortometraje                         | 1940           | 2013                | [ 42 ]        |
| Meshes of the Afternoon                                                                  | Cortometraje/experimental                       | 1943           | 1990                | [ 35 ]        |
| Michael Jackson's Thriller                                                               | Vídeo musical                                   | 1983           | 2009                | [ 55 ]        |
| The Middleton Family at the New York World's Fair                                        | Narrativa/documental                            | 1939           | 2012                | [ 25 ]        |
| Midnight                                                                                 | Narrativa                                       | 1939           | 2013                | [ 42 ]        |
| Midnight Cowboy                                                                          | Narrativa                                       | 1969           | 1994                | [ 32 ]        |
| Mighty Like a Moose                                                                      | Cortometraje                                    | 1926           | 2007                | [ 21 ]        |
| Mildred Pierce                                                                           | Narrativa                                       | 1945           | 1996                | [ 45 ]        |
| Mingus                                                                                   | Documental                                      | 1968           | 2022                | [ 44 ]        |
| The Miracle of Morgan's Creek                                                            | Narrativa                                       | 1944           | 2001                | [ 29 ]        |
| Miracle on 34th Street                                                                   | Narrativa                                       | 1947           | 2005                | [ 46 ]        |
| The Miracle Worker                                                                       | Narrativa                                       | 1962           | 2024                | [ 10 ]        |
| Miss Lulu Bett                                                                           | Narrativa                                       | 1922           | 2001                | [ 29 ]        |
| Tiempos modernos                                                                         | Narrativa                                       | 1936           | 1989                | [ 52 ]        |
| Modesta                                                                                  | Cortometraje                                    | 1956           | 1998                | [ 27 ]        |
| Mom and Dad                                                                              | Narrativa                                       | 1945           | 2005                | [ 46 ]        |
| Monterey Pop                                                                             | Documental                                      | 1968           | 2018                | [ 47 ]        |
| Moon Breath Beat                                                                         | Cortometraje animado                            | 1980           | 2014                | [ 22 ]        |
| Marruecos                                                                                | Narrativa                                       | 1930           | 1992                | [ 30 ]        |
| Motion Painting No. 1                                                                    | Cortometraje animado                            | 1947           | 1997                | [ 50 ]        |
| A Movie                                                                                  | Cortometraje/experimental                       | 1958           | 1994                | [ 32 ]        |
| A Movie Trip Thorugh Filmland                                                            | Educativo                                       | 1921           | 2023                | [ 12 ]        |
| Mr. Smith Goes to Washington                                                             | Narrativa                                       | 1939           | 1989                | [ 52 ]        |
| La señora Miniver                                                                        | Narrativa                                       | 1942           | 2009                | [ 55 ]        |
| Multiple Sidosis                                                                         | Cortometraje                                    | 1970           | 2000                | [ 40 ]        |
| The Muppet Movie                                                                         | Narrativa                                       | 1979           | 2009                | [ 55 ]        |
| The Murder of Fred Hampton                                                               | Documental                                      | 1971           | 2021                | [ 53 ]        |
| The Music Box                                                                            | Cortometraje                                    | 1932           | 1997                | [ 50 ]        |
| Vivir de ilusión                                                                         | Narrativa                                       | 1962           | 2005                | [ 46 ]        |
| The Musketeers of Pig Alley                                                              | Narrativa                                       | 1912           | 2016                | [ 23 ]        |
| Pasión de los fuertes                                                                    | Narrativa                                       | 1946           | 1991                | [ 24 ]        |
| My Fair Lady                                                                             | Narrativa                                       | 1964           | 2018                | [ 47 ]        |
| Mi familia                                                                               | Narrativa                                       | 1995           | 2024                | [ 10 ]        |
| My Man Godfrey                                                                           | Narrativa                                       | 1936           | 1999                | [ 54 ]        |
| My Name is Oona                                                                          | Cortometraje experimental                       | 1969           | 2019                | [ 37 ]        |
| My Own Private Idaho                                                                     | Narrativa                                       | 1991           | 2024                | [ 10 ]        |
| The Naked City                                                                           | Narrativa                                       | 1948           | 2007                | [ 21 ]        |
| The Naked Spur                                                                           | Narrativa                                       | 1953           | 1997                | [ 50 ]        |
| Nanuk, el esquimal                                                                       | Documental                                      | 1922           | 1989                | [ 52 ]        |
| Nashville                                                                                | Narrativa                                       | 1975           | 1992                | [ 30 ]        |
| National Lampoon's Animal House                                                          | Narrativa                                       | 1978           | 2001                | [ 29 ]        |
| Fuego de juventud                                                                        | Narrativa                                       | 1944           | 2003                | [ 39 ]        |
| El navegante                                                                             | Narrativa                                       | 1924           | 2018                | [ 47 ]        |
| La naranja mecánica                                                                      | Narrativa                                       | 1971           | 2020                | [ 48 ]        |
| Naughty Marietta                                                                         | Narrativa                                       | 1935           | 2003                | [ 39 ]        |
| The Negro Soldier                                                                        | Documental                                      | 1944           | 2011                | [ 36 ]        |
| Network                                                                                  | Narrativa                                       | 1976           | 2000                | [ 40 ]        |
| A New Leaf                                                                               | Narrativa                                       | 1971           | 2019                | [ 37 ]        |
| Newark Athlete                                                                           | Cortometraje                                    | 1891           | 2010                | [ 33 ]        |
| Películas caseras de los hermanos Nicholas                                               | Película casera                                 | 1930s–1940s    | 2011                | [ 36 ]        |
| Una noche en la ópera                                                                    | Narrativa                                       | 1935           | 1993                | [ 38 ]        |
| La noche del cazador                                                                     | Narrativa                                       | 1955           | 1992                | [ 30 ]        |
| La noche de los muertos vivientes                                                        | Narrativa                                       | 1968           | 1999                | [ 54 ]        |
| A Nightmare on Elm Street                                                                | Narrativa                                       | 1984           | 2021                | [ 53 ]        |
| The Nightmare Before Christmas                                                           | Animada                                         | 1993           | 2023                | [ 12 ]        |
| Ninotchka                                                                                | Narrativa                                       | 1939           | 1990                | [ 35 ]        |
| No Country for Old Men                                                                   | Narrativa                                       | 2007           | 2024                | [ 10 ]        |
| No Lies                                                                                  | Cortometraje                                    | 1973           | 2008                | [ 28 ]        |
| Norma Rae                                                                                | Narrativa                                       | 1979           | 2011                | [ 36 ]        |
| North by Northwest                                                                       | Narrativa                                       | 1959           | 1995                | [ 31 ]        |
| (nostalgia)                                                                              | Documental/cortometraje                         | 1971           | 2003                | [ 39 ]        |
| Notes on the Port of St. Francis                                                         | Documental/cortometraje                         | 1951           | 2013                | [ 42 ]        |
| Nothing But a Man                                                                        | Narrativa                                       | 1964           | 1993                | [ 38 ]        |
| Notorious                                                                                | Narrativa                                       | 1946           | 2006                | [ 43 ]        |
| La extraña pasajera                                                                      | Narrativa                                       | 1942           | 2007                | [ 21 ]        |
| El profesor chiflado                                                                     | Narrativa                                       | 1963           | 2004                | [ 51 ]        |
| OffOn                                                                                    | Cortometraje/experimental                       | 1968           | 2004                | [ 51 ]        |
| Oklahoma!                                                                                | Narrativa                                       | 1955           | 2007                | [ 21 ]        |
| The Old Mill                                                                             | Cortometraje animado                            | 1937           | 2015                | [ 49 ]        |
| Su más fiel amigo                                                                        | Narrativa                                       | 1957           | 2019                | [ 37 ]        |
| On the Bowery                                                                            | Documental                                      | 1957           | 2008                | [ 28 ]        |
| Un día en Nueva York                                                                     | Narrativa                                       | 1949           | 2018                | [ 47 ]        |
| On the Waterfront                                                                        | Narrativa                                       | 1954           | 1989                | [ 52 ]        |
| Outrage                                                                                  | Narrativa                                       | 1950           | 2020                | [ 48 ]        |
| Érase una vez en el Oeste                                                                | Narrativa                                       | 1968           | 2009                | [ 55 ]        |
| El rostro impenetrable                                                                   | Narrativa                                       | 1961           | 2018                | [ 47 ]        |
| One Flew Over the Cuckoo's Nest                                                          | Narrativa                                       | 1975           | 1993                | [ 38 ]        |
| One Froggy Evening                                                                       | Cortometraje animado                            | 1955           | 2003                | [ 39 ]        |
| One Survivor Remembers                                                                   | Documental/cortometraje                         | 1995           | 2012                | [ 25 ]        |
| Una semana                                                                               | Cortometraje                                    | 1920           | 2008                | [ 28 ]        |
| Sólo los ángeles tienen alas                                                             | Narrativa                                       | 1939           | 2017                | [ 26 ]        |
| El pan nuestro de cada día                                                               | Narrativa                                       | 1934           | 2015                | [ 49 ]        |
| Our Day                                                                                  | Documental/cortometraje                         | 1938           | 2007                | [ 21 ]        |
| Our Lady of the Sphere                                                                   | Experimental                                    | 1969           | 2010                | [ 33 ]        |
| Out of the Past                                                                          | Narrativa                                       | 1947           | 1991                | [ 24 ]        |
| The Outlaw Josey Wales                                                                   | Narrativa                                       | 1976           | 1996                | [ 45 ]        |
| The Ox-Bow Incident                                                                      | Narrativa                                       | 1943           | 1998                | [ 27 ]        |
| Parable                                                                                  | Cortometraje                                    | 1964           | 2012                | [ 25 ]        |
| Pariah                                                                                   | Narrativa                                       | 2011           | 2022                | [ 44 ]        |
| Paris is burning                                                                         | Documental                                      | 1990           | 2016                | [ 23 ]        |
| Pass the Gravy                                                                           | Cortometraje                                    | 1928           | 1998                | [ 27 ]        |
| Passing Through                                                                          | Narrativa                                       | 1977           | 2023                | [ 12 ]        |
| Paths of Glory                                                                           | Narrativa                                       | 1957           | 1992                | [ 30 ]        |
| Patton                                                                                   | Narrativa                                       | 1970           | 2003                | [ 39 ]        |
| El prestamista                                                                           | Narrativa                                       | 1964           | 2008                | [ 28 ]        |
| La perla                                                                                 | Narrativa                                       | 1948           | 2002                | [ 34 ]        |
| Peege                                                                                    | Cortometraje                                    | 1972           | 2007                | [ 21 ]        |
| The Perils of Pauline                                                                    | Serie de películas                              | 1914           | 2008                | [ 28 ]        |
| Peter Pan                                                                                | Narrativa                                       | 1924           | 2000                | [ 40 ]        |
| El fantasma de la ópera                                                                  | Narrativa                                       | 1925           | 1998                | [ 27 ]        |
| The Phenix City Story                                                                    | Narrativa                                       | 1955           | 2019                | [ 37 ]        |
| The Philadelphia Story                                                                   | Narrativa                                       | 1940           | 1995                | [ 31 ]        |
| Pickup on South Street                                                                   | Narrativa                                       | 1953           | 2018                | [ 47 ]        |
| Pillow Talk                                                                              | Narrativa                                       | 1959           | 2009                | [ 55 ]        |
| Pink Flamingos                                                                           | Narrativa                                       | 1972           | 2021                | [ 53 ]        |
| La pantera rosa                                                                          | Narrativa                                       | 1963           | 2010                | [ 33 ]        |
| Pinocho                                                                                  | Animada                                         | 1940           | 1994                | [ 32 ]        |
| A Place in the Sun                                                                       | Narrativa                                       | 1951           | 1991                | [ 24 ]        |
| El planeta de los simios                                                                 | Narrativa                                       | 1968           | 2001                | [ 29 ]        |
| Platoon                                                                                  | Narrativa                                       | 1986           | 2019                | [ 37 ]        |
| Please, Don't Bury Me Alive!                                                             | Narrativa                                       | 1976           | 2014                | [ 22 ]        |
| The Plow That Broke the Plains                                                           | Documental/cortometraje                         | 1936           | 1999                | [ 54 ]        |
| Point Blank                                                                              | Narrativa                                       | 1967           | 2016                | [ 23 ]        |
| Point of Order                                                                           | Documental                                      | 1964           | 1993                | [ 38 ]        |
| The Poor Little Rich Girl                                                                | Narrativa                                       | 1917           | 1991                | [ 24 ]        |
| Popeye the Sailor Meets Sindbad the Sailor                                               | Cortometraje animado                            | 1936           | 2004                | [ 51 ]        |

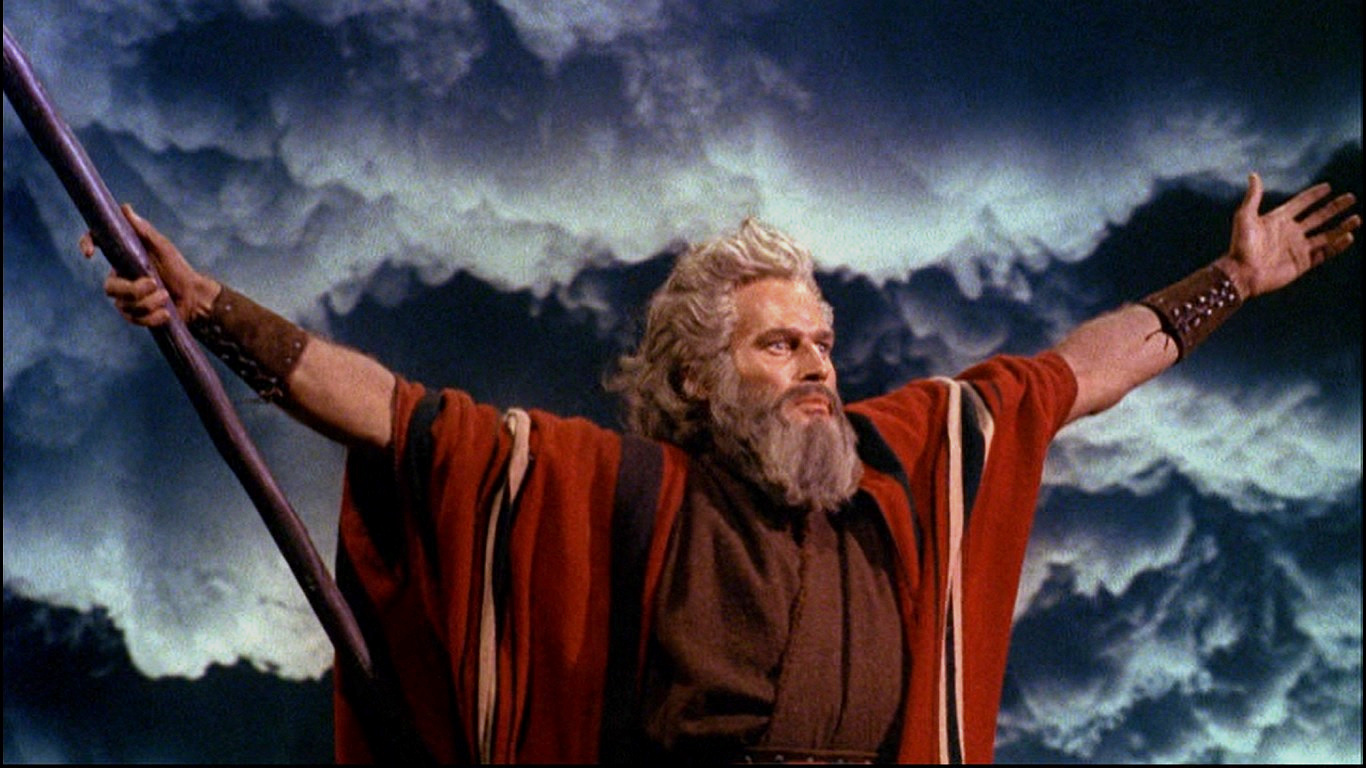
Para Los Diez Mandamientos, varios efectos visuales fueron usados para crear la ilusión de Moisés (Charlton Heston) partiendo el Mar Rojo.

| Porgy and Bess                                                                           | Narrativa                                       | 1959           | 2011                | [ 36 ]        |
| Porky in Wackyland                                                                       | Cortometraje animado                            | 1938           | 2000                | [ 40 ]        |
| Portrait of Jason                                                                        | Documental                                      | 1967           | 2015                | [ 49 ]        |
| The Power and the Glory                                                                  | Narrativa                                       | 1933           | 2014                | [ 22 ]        |
| The Power of the Press                                                                   | Narrativa                                       | 1928           | 2005                | [ 46 ]        |
| Powers of Ten                                                                            | Documental/cortometraje                         | 1977           | 1998                | [ 27 ]        |
| Powwow Highway                                                                           | Narrativa                                       | 1989           | 2024                | [ 10 ]        |
| Precious Images                                                                          | Cortometraje (Recopilación)                     | 1986           | 2009                | [ 55 ]        |
| Preservation of the Sign Language                                                        | Cortometraje                                    | 1913           | 2010                | [ 33 ]        |
| Metraje de la inauguración del Presidente McKinley                                       | Documental/cortometraje                         | 1901           | 2000                | [ 40 ]        |
| El orgullo de los Yanquis                                                                | Narrativa                                       | 1942           | 2024                | [ 10 ]        |
| Primary                                                                                  | Documental                                      | 1960           | 1990                | [ 35 ]        |
| The Princess Bride                                                                       | Narrativa                                       | 1987           | 2016                | [ 23 ]        |
| Princess Nicotine; or, The Smoke Fairy                                                   | Cortometraje                                    | 1909           | 2003                | [ 39 ]        |
| El prisionero de Zenda                                                                   | Narrativa                                       | 1937           | 1991                | [ 24 ]        |
| Los productores                                                                          | Narrativa                                       | 1968           | 1996                | [ 45 ]        |
| Psicosis                                                                                 | Narrativa                                       | 1931           | 1998                | [ 27 ]        |
| El enemigo público                                                                       | Narrativa                                       | 1957           | 1992                | [ 30 ]        |
| Pull My Daisy                                                                            | Cortometraje                                    | 1959           | 1996                | [ 45 ]        |
| Pulp Fiction                                                                             | Narrativa                                       | 1994           | 2013                | [ 42 ]        |
| Punch Drunks                                                                             | Cortometraje                                    | 1934           | 2002                | [ 34 ]        |
| Pups Is Pups                                                                             | Cortometraje                                    | 1930           | 2004                | [ 51 ]        |
| Purple Rain                                                                              | Narrativa                                       | 1984           | 2019                | [ 37 ]        |
| Putney Swope                                                                             | Narrativa                                       | 1969           | 2016                | [ 23 ]        |
| Quasi at the Quackadero                                                                  | Cortometraje animado                            | 1975           | 2009                | [ 55 ]        |
| Queen of Diamonds                                                                        | Narrativa                                       | 1991           | 2023                | [ 12 ]        |
| The Quiet Man                                                                            | Narrativa                                       | 1952           | 2013                | [ 42 ]        |
| Toro salvaje                                                                             | Narrativa                                       | 1980           | 1990                | [ 35 ]        |
| Raiders of the Lost Ark                                                                  | Narrativa                                       | 1981           | 1999                | [ 54 ]        |
| Un lunar en el sol                                                                       | Narrativa                                       | 1961           | 2005                | [ 46 ]        |
| Las mujeres de verdad tienen curvas                                                      | Narrativa                                       | 2002           | 2019                | [ 37 ]        |
| La ventana indiscreta                                                                    | Narrativa                                       | 1954           | 1997                | [ 50 ]        |
| Rebecca                                                                                  | Narrativa                                       | 1940           | 2018                | [ 47 ]        |
| Rebelde sin causa                                                                        | Narrativa                                       | 1955           | 1990                | [ 35 ]        |
| The Red Book                                                                             | Cortometraje animado                            | 1994           | 2009                | [ 55 ]        |
| Red Dust                                                                                 | Narrativa                                       | 1932           | 2006                | [ 43 ]        |
| Río Rojo                                                                                 | Narrativa                                       | 1948           | 1990                | [ 35 ]        |
| Regeneration                                                                             | Narrativa                                       | 1915           | 2000                | [ 40 ]        |
| Reminiscences of a Journey to Lithuania                                                  | Documental                                      | 1971-1972      | 2006                | [ 43 ]        |
| Vídeo del motín de la huelga de Republic Steel                                           | Película de actualidades                        | 1937           | 1997                | [ 50 ]        |
| Requiem-29                                                                               | Experimental                                    | 1970           | 2021                | [ 53 ]        |
| Star Wars: Episode VI - Return of the Jedi                                               | Narrativa                                       | 1983           | 2021                | [ 53 ]        |
| Return of the Secaucus 7                                                                 | Narrativa                                       | 1980           | 1997                | [ 50 ]        |
| La Venganza de Pancho Villa                                                              | Narrativa                                       | 1930-1936      | 2009                | [ 55 ]        |
| Richard Pryor: Live in Concert                                                           | Documental                                      | 1979           | 2021                | [ 53 ]        |
| Ride the High Country                                                                    | Narrativa                                       | 1962           | 1992                | [ 30 ]        |
| Elegidos para la gloria                                                                  | Narrativa                                       | 1983           | 2013                | [ 42 ]        |
| Desfile circense de los hermanos Ringling                                                | Cortometraje documental                         | 1902           | 2021                | [ 53 ]        |
| Río Bravo                                                                                | Narrativa                                       | 1959           | 2014                | [ 22 ]        |
| Rip Van Winkle                                                                           | Serie de películas                              | 1896           | 1995                | [ 31 ]        |
| The River                                                                                | Documental/cortometraje                         | 1938           | 1990                | [ 35 ]        |
| Road to Morocco                                                                          | Narrativa                                       | 1942           | 1996                | [ 45 ]        |
| Rocky                                                                                    | Narrativa                                       | 1976           | 2006                | [ 43 ]        |
| The Rocky Horror Picture Show                                                            | Narrativa                                       | 1975           | 2005                | [ 46 ]        |
| Roger & Me                                                                               | Documental                                      | 1989           | 2013                | [ 42 ]        |
| Roman Holiday                                                                            | Narrativa                                       | 1953           | 1999                | [ 54 ]        |
| Rose Hobart                                                                              | Cortometraje/experimental                       | 1936           | 2001                | [ 29 ]        |
| Rosemary's Baby                                                                          | Narrativa                                       | 1968           | 2014                | [ 22 ]        |
| Ruggles of Red Gap                                                                       | Narrativa                                       | 1935           | 2014                | [ 22 ]        |
| Rushmore                                                                                 | Narrativa                                       | 1998           | 2016                | [ 23 ]        |
| Sabrina                                                                                  | Narrativa                                       | 1954           | 2002                | [ 34 ]        |
| El hombre mosca                                                                          | Narrativa                                       | 1923           | 1994                | [ 32 ]        |
| El diablo nunca duerme                                                                   | Narrativa                                       | 1994           | 2020                | [ 48 ]        |
| Salesman                                                                                 | Documental                                      | 1969           | 1992                | [ 30 ]        |
| Salomé                                                                                   | Narrativa                                       | 1923           | 2000                | [ 40 ]        |
| La sal de la tierra                                                                      | Narrativa                                       | 1954           | 1992                | [ 30 ]        |
| Samsara: Death and Rebirth in Cambodia                                                   | Documental                                      | 1990           | 2012                | [ 25 ]        |
| San Francisco Earthquake & Fire: April 18, 1906                                          | Documental                                      | 1906           | 2005                | [ 46 ]        |
| Saturday Night Fever                                                                     | Narrativa                                       | 1977           | 2010                | [ 33 ]        |
| Saving Private Ryan                                                                      | Narrativa                                       | 1998           | 2014                | [ 22 ]        |
| Scarface                                                                                 | Narrativa                                       | 1932           | 1994                | [ 32 ]        |
| La lista de Schindler                                                                    | Narrativa                                       | 1993           | 2004                | [ 51 ]        |
| Scorpio Rising                                                                           | Cortometraje/experimental                       | 1964           | 2022                | [ 44 ]        |
| Scratch and Crow                                                                         | Cortometraje animado                            | 1995           | 2009                | [ 55 ]        |
| The Searchers                                                                            | Narrativa                                       | 1956           | 1989                | [ 52 ]        |
| Seconds                                                                                  | Narrativa                                       | 1966           | 2015                | [ 49 ]        |
| Selena                                                                                   | Narrativa                                       | 1997           | 2021                | [ 53 ]        |
| Shrek                                                                                    | Animada                                         | 2001           | 2020                | [ 48 ]        |
| Serene Velocity                                                                          | Cortometraje                                    | 1970           | 2001                | [ 29 ]        |
| Sergeant York                                                                            | Narrativa                                       | 1941           | 2008                | [ 28 ]        |
| Siete novias para siete hermanos                                                         | Narrativa                                       | 1954           | 2004                | [ 51 ]        |
| El séptimo cielo                                                                         | Narrativa                                       | 1927           | 1995                | [ 31 ]        |
| Sex, Lies, and Videotape                                                                 | Narrativa                                       | 1989           | 2006                | [ 43 ]        |
| The Sex Life of the Polyp                                                                | Cortometraje                                    | 1928           | 2007                | [ 21 ]        |
| La sombra de una duda                                                                    | Narrativa                                       | 1943           | 1991                | [ 24 ]        |
| Shadows                                                                                  | Narrativa                                       | 1959           | 1993                | [ 38 ]        |
| Shaft                                                                                    | Narrativa                                       | 1971           | 2000                | [ 40 ]        |
| Shane                                                                                    | Narrativa                                       | 1953           | 1993                | [ 38 ]        |
| The Shawshank Redemption                                                                 | Narrativa                                       | 1994           | 2015                | [ 49 ]        |
| She Done Him Wrong                                                                       | Narrativa                                       | 1933           | 1996                | [ 45 ]        |
| She's Gotta Have It                                                                      | Narrativa                                       | 1986           | 2019                | [ 37 ]        |
| El moderno Sherlock Holmes                                                               | Narrativa                                       | 1924           | 1991                | [ 24 ]        |
| Sherman's March                                                                          | Documental                                      | 1986           | 2000                | [ 40 ]        |
| El resplandor                                                                            | Narrativa                                       | 1980           | 2018                | [ 47 ]        |
| Shock Corridor                                                                           | Narrativa                                       | 1963           | 1996                | [ 45 ]        |
| Shoes                                                                                    | Narrativa                                       | 1916           | 2014                | [ 22 ]        |
| El bazar de las sorpresas                                                                | Narrativa                                       | 1940           | 1999                | [ 54 ]        |
| Show Boat                                                                                | Narrativa                                       | 1936           | 1996                | [ 45 ]        |
| Show People                                                                              | Narrativa                                       | 1928           | 2003                | [ 39 ]        |
| Siege                                                                                    | Documental/cortometraje                         | 1940           | 2006                | [ 43 ]        |
| The Silence of the Lambs                                                                 | Narrativa                                       | 1991           | 2011                | [ 36 ]        |
| Cantando bajo la lluvia                                                                  | Narrativa                                       | 1952           | 1989                | [ 52 ]        |
| Sink or Swim                                                                             | Experimental                                    | 1990           | 2015                | [ 49 ]        |
| The Sinking of the Lusitania                                                             | Animada                                         | 1918           | 2017                | [ 26 ]        |
| Sky High                                                                                 | Narrativa                                       | 1922           | 1998                | [ 27 ]        |
| Slacker                                                                                  | Narrativa                                       | 1991           | 2012                | [ 25 ]        |
| La bella durmiente                                                                       | Animada                                         | 1959           | 2019                | [ 37 ]        |
| Smoke Signals                                                                            | Narrativa                                       | 1998           | 2018                | [ 47 ]        |
| Snow-White                                                                               | Cortometraje animado                            | 1933           | 1994                | [ 32 ]        |
| Snow White and the Seven Dwarfs                                                          | Animada                                         | 1937           | 1989                | [ 52 ]        |
| So's Your Old Man                                                                        | Narrativa                                       | 1926           | 2008                | [ 28 ]        |
| Películas de Solomon Sir Jones                                                           | Películas caseras                               | 1924-1928      | 2016                | [ 23 ]        |
| The Social Network                                                                       | Narrativa                                       | 2010           | 2024                | [ 10 ]        |
| Some Like It Hot                                                                         | Narrativa                                       | 1959           | 1989                | [ 52 ]        |
| Something Good - Negro Kiss                                                              | Cortometraje/experimental                       | 1898           | 2018                | [ 47 ]        |
| The Son of the Sheik                                                                     | Narrativa                                       | 1926           | 2003                | [ 39 ]        |
| Sons of the Desert                                                                       | Narrativa                                       | 1933           | 2012                | [ 25 ]        |
| The Sound of Music                                                                       | Narrativa                                       | 1965           | 2001                | [ 29 ]        |
| Suspense                                                                                 | Cortometraje                                    | 1913           | 2020                | [ 48 ]        |
| Sounder                                                                                  | Narrativa                                       | 1972           | 2021                | [ 53 ]        |
| Espartaco                                                                                | Narrativa                                       | 1960           | 2017                | [ 26 ]        |
| The Spook Who Sat by the Door                                                            | Narrativa                                       | 1973           | 2012                | [ 25 ]        |
| La diligencia                                                                            | Narrativa                                       | 1939           | 1995                | [ 31 ]        |
| Stand and Deliver                                                                        | Narrativa                                       | 1988           | 2011                | [ 36 ]        |
| A Star Is Born                                                                           | Narrativa                                       | 1954           | 2000                | [ 40 ]        |
| Star Theatre                                                                             | Cortometraje                                    | 1901           | 2002                | [ 34 ]        |
| Star Trek II: La ira de Khan                                                             | Narrativa                                       | 1982           | 2024                | [ 10 ]        |
| Star Wars                                                                                | Narrativa                                       | 1977           | 1989                | [ 52 ]        |
| Stark Love                                                                               | Narrativa                                       | 1927           | 2009                | [ 55 ]        |
| State Fair                                                                               | Narrativa                                       | 1933           | 2014                | [ 22 ]        |
| Steamboat Bill Jr.                                                                       | Narrativa                                       | 1928           | 2016                | [ 23 ]        |
| Steamboat Willie                                                                         | Cortometraje animado                            | 1928           | 1998                | [ 27 ]        |
| El golpe                                                                                 | Narrativa                                       | 1973           | 2005                | [ 46 ]        |
| Stop Making Sense                                                                        | Documental                                      | 1984           | 2021                | [ 53 ]        |
| Stormy Weather                                                                           | Narrativa                                       | 1943           | 2001                | [ 29 ]        |
| The Story of G.I. Joe                                                                    | Narrativa                                       | 1945           | 2009                | [ 55 ]        |
| The Story of Menstruation                                                                | Cortometraje animado                            | 1946           | 2015                | [ 49 ]        |
| Stranger Than Paradise                                                                   | Narrativa                                       | 1984           | 2002                | [ 34 ]        |
| Strangers on a Train                                                                     | Narrativa                                       | 1951           | 2021                | [ 53 ]        |
| Un tranvía llamado Deseo                                                                 | Narrativa                                       | 1951           | 1999                | [ 54 ]        |
| The Strong Man                                                                           | Narrativa                                       | 1926           | 2007                | [ 21 ]        |
| A Study in Reds                                                                          | Cortometraje                                    | 1932           | 2009                | [ 55 ]        |
| Study of a River                                                                         | Cortometraje/experimental                       | 1997           | 2010                | [ 33 ]        |
| Spy Kids                                                                                 | Narrativa                                       | 2001           | 2024                | [ 10 ]        |
| St. Louis Blues                                                                          | Cortometraje                                    | 1929           | 2006                | [ 43 ]        |
| Los viajes de Sullivan                                                                   | Narrativa                                       | 1941           | 1990                | [ 35 ]        |
| Amanecer                                                                                 | Narrativa                                       | 1927           | 1989                | [ 52 ]        |
| Sunset Boulevard                                                                         | Narrativa                                       | 1950           | 1989                | [ 52 ]        |
| Superfly                                                                                 | Narrativa                                       | 1972           | 2022                | [ 44 ]        |
| Superman: The Movie                                                                      | Narrativa                                       | 1978           | 2017                | [ 26 ]        |
| Suzanne, Suzanne                                                                         | Documental/cortometraje                         | 1982           | 2016                | [ 23 ]        |
| Sweet Smell of Success                                                                   | Documental                                      | 1957           | 1993                | [ 38 ]        |
| Sweet Sweetback's Baadasssss Song                                                        | Narrativa                                       | 1971           | 2020                | [ 48 ]        |
| Swing Time                                                                               | Narrativa                                       | 1936           | 2004                | [ 51 ]        |
| Symbiopsychotaxiplasm                                                                    | Documental                                      | 1968           | 2015                | [ 49 ]        |
| T.A.M.I. Show                                                                            | Documental                                      | 1964           | 2006                | [ 43 ]        |
| Tabú                                                                                     | Narrativa                                       | 1931           | 1994                | [ 32 ]        |
| Colapso de puente Tacoma Narrows                                                         | Película casera                                 | 1940           | 1998                | [ 27 ]        |
| Los cautivos                                                                             | Narrativa                                       | 1957           | 2000                | [ 40 ]        |
| Tarantella                                                                               | Cortometraje/experimental                       | 1940           | 2010                | [ 33 ]        |
| Tarzán y su compañera                                                                    | Narrativa                                       | 1934           | 2003                | [ 39 ]        |
| Taxi Driver                                                                              | Narrativa                                       | 1976           | 1994                | [ 32 ]        |
| The Tell-Tale Heart                                                                      | Cortometraje animado                            | 1953           | 2001                | [ 29 ]        |
| Los diez mandamientos                                                                    | Narrativa                                       | 1956           | 1999                | [ 54 ]        |
| The Terminator                                                                           | Narrativa                                       | 1984           | 2008                | [ 28 ]        |
| Terminator 2: el juicio final                                                            | Narrativa                                       | 1991           | 2023                | [ 12 ]        |
| Tess of the Storm Country                                                                | Narrativa                                       | 1914           | 2006                | [ 43 ]        |
| Tevya                                                                                    | Narrativa                                       | 1939           | 1991                | [ 24 ]        |
| The Texas Chain Saw Massacre                                                             | Narrativa                                       | 1974           | 2024                | [ 10 ]        |
| Thelma & Louise                                                                          | Narrativa                                       | 1991           | 2016                | [ 23 ]        |
| Thelonious Monk: Straight, No Chaser                                                     | Documental                                      | 1988           | 2017                | [ 26 ]        |
| Theodore Case Sound Test: Gus Visser and His Singing Duck                                | Cortometraje                                    | 1925           | 2002                | [ 34 ]        |
| There It Is                                                                              | Cortometraje                                    | 1928           | 2004                | [ 51 ]        |
| They Call It Pro Football                                                                | Documental                                      | 1967           | 2012                | [ 25 ]        |
| El ladrón de Bagdad                                                                      | Narrativa                                       | 1924           | 1996                | [ 45 ]        |
| The Thin Blue Line                                                                       | Documental                                      | 1988           | 2001                | [ 29 ]        |
| La cena de los acusados                                                                  | Narrativa                                       | 1934           | 1997                | [ 50 ]        |
| The Thing from Another World                                                             | Narrativa                                       | 1951           | 2001                | [ 29 ]        |
| Think of Me First as a Person                                                            | Documental/película casera                      | 1960-1975      | 2006                | [ 43 ]        |
| This Is Cinerama                                                                         | Documental                                      | 1952           | 2002                | [ 34 ]        |
| This Is Spinal Tap                                                                       | Narrativa                                       | 1984           | 2002                | [ 34 ]        |
| Los tres cerditos                                                                        | Cortometraje animado                            | 1933           | 2007                | [ 21 ]        |
| Through Navajo Eyes                                                                      | Serie de películas                              | 1966           | 2002                | [ 34 ]        |
| Time and Dreams                                                                          | Documental                                      | 1976           | 2017                | [ 26 ]        |
| A Time for Burning                                                                       | Documental                                      | 1966           | 2005                | [ 46 ]        |
| A Time Out of War                                                                        | Cortometraje                                    | 1954           | 2006                | [ 43 ]        |
| Los tiempos de Harvey Milk                                                               | Documental                                      | 1984           | 2012                | [ 25 ]        |
| Tin Toy                                                                                  | Cortometraje animado                            | 1988           | 2003                | [ 39 ]        |
| Titanic                                                                                  | Narrativa                                       | 1997           | 2017                | [ 26 ]        |
| Titicut Follies                                                                          | Documental                                      | 1967           | 2022                | [ 44 ]        |
| Ser o no ser                                                                             | Narrativa                                       | 1942           | 1996                | [ 45 ]        |
| To Fly!                                                                                  | Documental                                      | 1976           | 1995                | [ 31 ]        |
| To Kill a Mockingbird                                                                    | Narrativa                                       | 1962           | 1995                | [ 31 ]        |
| To Sleep with Anger                                                                      | Narrativa                                       | 1990           | 2017                | [ 26 ]        |
| Tol'able David                                                                           | Narrativa                                       | 1921           | 2007                | [ 21 ]        |
| Tom, Tom, the Piper's Son                                                                | Experimental                                    | 1969-1971      | 2007                | [ 21 ]        |
| Tongues Untied                                                                           | Cortometraje/experimental                       | 1989           | 2022                | [ 44 ]        |
| Tootsie                                                                                  | Narrativa                                       | 1982           | 1998                | [ 27 ]        |
| Top Gun                                                                                  | Narrativa                                       | 1986           | 2015                | [ 49 ]        |
| Sombrero de copa                                                                         | Narrativa                                       | 1935           | 1990                | [ 35 ]        |
| Topaz                                                                                    | Documental                                      | 1943-1945      | 1996                | [ 45 ]        |
| Touch of Evil                                                                            | Narrativa                                       | 1958           | 1993                | [ 38 ]        |
| Toy Story                                                                                | Animada                                         | 1995           | 2005                | [ 46 ]        |
| Traffic in Souls                                                                         | Narrativa                                       | 1913           | 2006                | [ 43 ]        |
| Trance and Dance in Bali                                                                 | Documental/cortometraje                         | 1936-1939      | 1999                | [ 54 ]        |
| El tesoro de Sierra Madre                                                                | Narrativa                                       | 1948           | 1990                | [ 35 ]        |
| Lazos humanos                                                                            | Narrativa                                       | 1945           | 2010                | [ 33 ]        |
| A Trip Down Market Street                                                                | Documental                                      | 1906           | 2010                | [ 33 ]        |
| Un ladrón en la alcoba                                                                   | Narrativa                                       | 1932           | 1991                | [ 24 ]        |
| Tulips Shall Grow                                                                        | Cortometraje animado                            | 1942           | 1997                | [ 50 ]        |
| Almas en la hoguera                                                                      | Narrativa                                       | 1949           | 1998                | [ 27 ]        |
| Twentieth Century                                                                        | Narrativa                                       | 1934           | 2011                | [ 36 ]        |
| Two-Lane Blacktop                                                                        | Narrativa                                       | 1971           | 2012                | [ 25 ]        |
| La cabaña del tío Tom                                                                    | Narrativa                                       | 1914           | 2012                | [ 25 ]        |
| Under Western Stars                                                                      | Narrativa                                       | 1938           | 2009                | [ 55 ]        |
| Unforgiven                                                                               | Narrativa                                       | 1992           | 2004                | [ 51 ]        |
| Union Maids                                                                              | Documental                                      | 1976           | 2022                | [ 44 ]        |
| Unmasked                                                                                 | Narrativa                                       | 1917           | 2014                | [ 22 ]        |
| Up in Smoke                                                                              | Narrativa                                       | 1978           | 2024                | [ 10 ]        |
| Uptown Saturday Night                                                                    | Narrativa                                       | 1974           | 2024                | [ 10 ]        |
| V-E +1                                                                                   | Documental                                      | 1945           | 2014                | [ 22 ]        |
| Verbena Tragica                                                                          | Narrativa                                       | 1939           | 1996                | [ 45 ]        |
| Vértigo                                                                                  | Narrativa                                       | 1958           | 1989                | [ 52 ]        |
| A Virtuous Vamp                                                                          | Narrativa                                       | 1919           | 2013                | [ 42 ]        |
| Un paseo bajo el sol                                                                     | Narrativa                                       | 1945           | 2016                | [ 23 ]        |
| WALL·E                                                                                   | Animada                                         | 2008           | 2021                | [ 53 ]        |
| Wanda                                                                                    | Narrativa                                       | 1970           | 2017                | [ 26 ]        |
| The Way of Peace                                                                         | Cortometraje/narrativa                          | 1947           | 2014                | [ 22 ]        |
| La guerra de los mundos                                                                  | Narrativa                                       | 1953           | 2011                | [ 36 ]        |
| Water and Power                                                                          | Documental                                      | 1989           | 2008                | [ 28 ]        |
| The Watermelon Woman                                                                     | Narrativa                                       | 1996           | 2021                | [ 53 ]        |
| El banquete de bodas                                                                     | Narrativa                                       | 1993           | 2023                | [ 12 ]        |
| La marcha nupcial                                                                        | Narrativa                                       | 1928           | 2003                | [ 39 ]        |
| We're Alive                                                                              | Cortometraje documental                         | 1974           | 2023                | [ 12 ]        |
| West Side Story                                                                          | Narrativa                                       | 1961           | 1997                | [ 50 ]        |
| Westinghouse Works, 1904                                                                 | Serie de películas                              | 1904           | 1998                | [ 27 ]        |
| Wattstax                                                                                 | Documental                                      | 1973           | 2020                | [ 48 ]        |
| What Ever Happened to Baby Jane?                                                         | Narrativa                                       | 1962           | 2021                | [ 53 ]        |
| What's Opera, Doc?                                                                       | Cortometraje animado                            | 1957           | 1992                | [ 30 ]        |
| When Harry Met Sally...                                                                  | Narrativa                                       | 1989           | 2022                | [ 44 ]        |
| Where Are My Children?                                                                   | Narrativa                                       | 1916           | 1993                | [ 38 ]        |
| White Fawn's Devotion                                                                    | Cortometraje                                    | 1910           | 2008                | [ 28 ]        |
| White Heat                                                                               | Narrativa                                       | 1949           | 2003                | [ 39 ]        |
| ¿Quién engañó a Roger Rabbit?                                                            | Híbrido de animación / acción en vivo Narrativa | 1988           | 2016                | [ 23 ]        |
| Who's Afraid of Virginia Woolf?                                                          | Narrativa                                       | 1966           | 2013                | [ 42 ]        |
| Who Killed Vincent Chin?                                                                 | Documental                                      | 1987           | 2021                | [ 53 ]        |
| Why Man Creates                                                                          | Documental/cortometraje animado                 | 1968           | 2002                | [ 34 ]        |
| Why We Fight                                                                             | Serie de películas documentales                 | 1943-1945      | 2000                | [ 40 ]        |
| Wild and Woolly                                                                          | Narrativa                                       | 1917           | 2002                | [ 34 ]        |
| Wild Boys of the Road                                                                    | Narrativa                                       | 1933           | 2013                | [ 42 ]        |
| The Wild Bunch                                                                           | Narrativa                                       | 1969           | 1999                | [ 54 ]        |
| Río salvaje                                                                              | Narrativa                                       | 1960           | 2002                | [ 34 ]        |
| Will                                                                                     | Narrativa                                       | 1981           | 2024                | [ 10 ]        |
| Will Success Spoil Rock Hunter?                                                          | Narrativa                                       | 1957           | 2000                | [ 40 ]        |
| Willy Wonka & the Chocolate Factory                                                      | Narrativa                                       | 1971           | 2014                | [ 22 ]        |
| Winchester '73                                                                           | Narrativa                                       | 1950           | 2015                | [ 49 ]        |
| El viento                                                                                | Narrativa                                       | 1928           | 1993                | [ 38 ]        |
| Alas                                                                                     | Narrativa                                       | 1927           | 1997                | [ 50 ]        |
| The Wishing Ring: An Idyll of Old England                                                | Narrativa                                       | 1914           | 2012                | [ 25 ]        |
| With Car and Camera Around the World                                                     | Documental                                      | 1929           | 2020                | [ 48 ]        |
| With the Abraham Lincoln Brigade in Spain                                                | Documental                                      | 1937-1938      | 2017                | [ 26 ]        |
| Within Our Gates                                                                         | Narrativa                                       | 1920           | 1992                | [ 30 ]        |
| El mago de Oz                                                                            | Narrativa                                       | 1939           | 1989                | [ 52 ]        |
| The Wobblies                                                                             | Documental                                      | 1979           | 2021                | [ 53 ]        |
| La mujer del año                                                                         | Narrativa                                       | 1942           | 1999                | [ 54 ]        |
| Una mujer bajo la influencia                                                             | Narrativa                                       | 1974           | 1990                | [ 35 ]        |
| Mujeres                                                                                  | Narrativa                                       | 1939           | 2007                | [ 21 ]        |
| Woodstock                                                                                | Documental                                      | 1970           | 1996                | [ 45 ]        |
| Word Is Out: Stories of Some of Our Lives                                                | Documental                                      | 1977           | 2022                | [ 44 ]        |
| Cumbres Borrascosas                                                                      | Narrativa                                       | 1939           | 2007                | [ 21 ]        |
| Yankee Doodle Dandy                                                                      | Narrativa                                       | 1942           | 1993                | [ 38 ]        |
| Young Frankenstein                                                                       | Narrativa                                       | 1974           | 2003                | [ 39 ]        |
| Young Mr. Lincoln                                                                        | Narrativa                                       | 1939           | 2003                | [ 39 ]        |
| Película de Zapruder                                                                     | Película casera                                 | 1963           | 1994                | [ 32 ]        |
| Zoot Suit                                                                                | Narrativa                                       | 1981           | 2019                | [ 37 ]        |
| Zora Lathan Student Films                                                                | Película estudiantil                            | 1975–1976      | 2024                | [ 10 ]        |